# Genie (Wolfskind)
Genie [ˈʤi:ni] (* 18. April 1957 in Los Angeles County) ist das Pseudonym eines amerikanischen Wolfskindes, eines Mädchens, das Opfer von schwerem Missbrauch, Vernachlässigung und sozialer Isolation wurde. Die Umstände, wie es dazu kam, sowie ihre psycholinguistische Entwicklung sind in den Annalen der Linguistik und der abnormen Kinderpsychologie dokumentiert.
Als das Mädchen ungefähr 20 Monate alt war, fing ihr Vater an, es in einem Raum einzusperren. Während dieser Zeit schnallte er sie meistens an einen Toilettenstuhl oder fesselte sie im Kinderbett, sodass ihre Arme und Beine bewegungsunfähig blieben. Er verbot jedem die Interaktion mit seiner Tochter, die kaum externen Reizen ausgesetzt war, und ließ sie schwer unterernährt zurück. Das Ausmaß ihrer Isolation verhinderte, dass sie ausreichend mit dem alltäglichen Sprachgebrauch konfrontiert war, sodass es in ihrer Kindheit zu keinem Spracherwerb kam. Kinderschutzbehörden in Los Angeles wurden im November 1970 auf den Missbrauch des Mädchens aufmerksam, als es 13 Jahre und 7 Monate alt war.
Die Behörden veranlassten zunächst die Aufnahme von Genie in das Children’s Hospital Los Angeles, wo ein Forschungsteam aus Ärzten und Psychologen sich mehrere Monate lang um ihre Versorgung kümmerte. Ihre späteren Lebensumstände wurden Gegenstand heftiger Debatten. Im Juni 1971 verließ sie das Krankenhaus, um mit ihrer Lehrerin, die im Krankenhaus angestellt war, zusammenzuleben. Anderthalb Monate später wurde sie von den Behörden bei der Familie desjenigen Wissenschaftlers untergebracht, der das Forschungsteam leitete, und lebte fast vier Jahre lang mit ihr zusammen. Kurz nach ihrem 18. Lebensjahr kehrte Genie zu ihrer Mutter zurück, die nach einigen Monaten entschied, dass sie sich nicht angemessen um sie kümmern könne. Die Behörden brachten sie dann in verschiedenen Einrichtungen für behinderte Erwachsene unter. Die Einrichtungsleiter verboten Genie den Kontakt zu fast jeder Person, die sie kannte, und setzten sie extremen körperlichen und emotionalen Misshandlungen aus. Infolgedessen verschlechterte sich ihre körperliche und geistige Gesundheit erheblich, und ihre neu erworbenen Sprach- und Verhaltensfähigkeiten gingen sehr schnell zurück.
Im Januar 1978 verbot Genies Mutter weitere wissenschaftliche Untersuchungen an ihrer Tochter. Über die Lebensumstände Genies ist seitdem wenig bekannt. Ihr derzeitiger Aufenthaltsort ist ungewiss, obwohl angenommen wird, dass sie in der Obhut des Bundesstaates Kalifornien lebt. Für Psychologen und Linguisten bleibt der Fall Genie weiterhin Thema und es besteht ein erhebliches akademisches und mediales Interesse an ihrer Entwicklung und den Methoden des Forschungsteams. Insbesondere haben Wissenschaftler sie mit Victor von Aveyron verglichen, einem französischen Wolfskind des 19. Jahrhunderts, das auch Gegenstand einer Fallstudie zur verzögerten psychologischen Entwicklung und zum späten Spracherwerb war.

## Familie
Genie war das letzte und zweite überlebende Kind von insgesamt vier Kindern, das mit seinen Eltern in Arcadia, Kalifornien, lebte. Ihr Vater arbeitete während des Zweiten Weltkriegs als Flugingenieur in einer Fabrik und danach weiter in der Luftfahrt. Ihre Mutter, die etwa 20 Jahre jünger war und aus einer Bauernfamilie in Oklahoma stammte, musste als Jugendliche mit Freunden ihrer Familie aufgrund von Staubstürmen (Dust Bowl), die in den 1930er-Jahren auftraten, nach Südkalifornien fliehen. Während ihrer frühen Kindheit erlitt Genies Mutter bei einem Unfall eine schwere Kopfverletzung, die anhaltende neurologische Schäden verursachte und auf einem Auge zu degenerativen Sehproblemen führte. Genies Vater wuchs hauptsächlich in Waisenhäusern im Pazifischen Nordwesten auf. Sein Vater starb an den Folgen eines Blitzschlags und seine Mutter führte ein Bordell und sah ihren Sohn in dieser Zeit nur selten. Auch gab seine Mutter ihm einen weiblichen Vornamen, was ihn zum Opfer ständiger Verspottung machte. Infolgedessen hatte er in seiner Kindheit extreme Ressentiments gegenüber seiner Mutter. Genies Bruder und die Wissenschaftler glaubten, dass diese die Hauptursache für seine nachfolgenden Wutprobleme waren.
Als Genies Vater das Erwachsenenalter erreicht hatte, änderte er seinen Vornamen in einen typisch männlichen und seine Mutter begann so viel Zeit wie möglich mit ihm zu verbringen. Seine Mutter war seine einzige Bezugsperson, sodass seine Unabhängigkeit darunter litt. So behandelte er alle anderen Beziehungen bestenfalls als zweitrangig. Obwohl Genies Eltern gegenüber anderen einen glücklichen Eindruck machten, verhinderte ihr Vater kurz nach der Heirat, dass seine Frau das Haus verließ, und schlug sie mit zunehmender Häufigkeit und Intensität. Ihr Sehvermögen verschlechterte sich stetig aufgrund der anhaltenden Auswirkungen ihrer neurologischen Schäden, der beginnenden Ausbildung schwerwiegender Katarakte und einer abgelösten Netzhaut auf einem Auge, wodurch sie zunehmend von ihrem Ehemann abhängig wurde.
Genies Vater mochte keine Kinder und wollte keine eigenen, weil er sie als laut empfand. Aber ungefähr fünf Jahre nach ihrer Heirat wurde seine Frau schwanger. Obwohl er seine Frau während der Schwangerschaft schlug und gegen Ende der Schwangerschaft versuchte, sie zu erwürgen, brachte sie eine anscheinend gesunde Tochter zur Welt. Ihr Vater fand ihre Schreie störend und stellte sie in die Garage, wo sie eine Lungenentzündung bekam und im Alter von zehn Wochen starb. Ihr zweites Kind, das ungefähr ein Jahr später geboren wurde, war ein Junge, bei dem Rh-Inkompatibilität diagnostiziert wurde. Er starb im Alter von zwei Tagen, entweder an den Folgen der Rh-Inkompatibilität oder durch Ersticken an seinem eigenen Schleim. Drei Jahre später hatten sie einen weiteren Sohn, den die Ärzte trotz Rh-Inkompatibilität für gesund erklärten. Sein Vater zwang seine Frau ihn ruhig zu halten, was zu erheblichen körperlichen und sprachlichen Entwicklungsverzögerungen führte. Als er vier Jahre alt war, machte sich seine Großmutter mütterlicherseits Sorgen um seine Entwicklung und übernahm für mehrere Monate seine Betreuung. Er machte gute Fortschritte mit ihr, bevor sie ihn schließlich zu seinen Eltern zurückbrachte.

## Frühe Jahre
Genie wurde ungefähr fünf Jahre nach ihrem Bruder geboren, ungefähr zu der Zeit, als ihr Vater begann, sich und seine Familie von allen anderen Menschen zu isolieren. Bei der Geburt war sie im 50. Perzentil für Körpergewicht. Am folgenden Tag zeigte sie Anzeichen einer Rh-Inkompatibilität und benötigte eine Bluttransfusion. Diese hatte jedoch keine Folgen für sie und sie wurde ansonsten als gesund beschrieben. Eine ärztliche Kontrolle nach drei Monaten zeigte, dass sie normal an Körpergewicht zunahm, jedoch eine angeborene Hüftdysplasie aufwies, die es erforderlich machte, eine sehr bewegungseinschränkende Frejka-Schiene zur Korrektur im Alter von 4,5 bis 11 Monaten zu tragen. Die Schiene führte dazu, dass Genie zu spät mit dem Gehen begann. Forscher vermuteten später, dass dies ihren Vater dazu veranlasst haben kann, seine Tochter für geistig zurückgeblieben zu halten. Infolgedessen bemühte er sich, nicht mit ihr zu sprechen oder auf sie zu achten, und brachte seine Frau und seinen Sohn dazu, es ihm gleichzutun.
Es gibt wenig Informationen über Genies frühes Leben, aber die verfügbaren Aufzeichnungen zeigen, dass sie in ihren ersten Monaten eine relativ normale Entwicklung zeigte. Genies Mutter erinnerte sich später daran, dass Genie kein anschmiegsames Baby war, nicht viel lallte und sich festem Essen widersetzte. Gelegentlich sagte sie, dass Genie zu einem nicht näher bezeichneten Zeitpunkt einzelne Wörter gesprochen habe, aber sie sich nicht daran erinnern konnte. Zu einem anderen Zeitpunkt erklärte sie, dass Genie niemals gesprochen habe. Forscher konnten nie feststellen, was die Wahrheit ist.
Im Alter von 11 Monaten zeigte Genie immer noch einen guten Gesundheitszustand auf und es waren keine kognitiven Abnormalitäten feststellbar, aber dafür war ihr Körpergewicht auf das 11. Perzentil gefallen. Spätere Untersuchungen führten zur Hypothese, dass dies der Hinweis auf eine sukzessive Unterernährung war. Als Genie 14 Monate alt war, bekam sie Fieber und hatte eine Lungenentzündung. Ihre Eltern brachten sie zu einem Kinderarzt, der behauptete, dass – obwohl ihre Krankheit eine endgültige Diagnose verhinderte – die Möglichkeit bestehe, dass sie geistig zurückgeblieben sei und eine Bilirubinenzephalopathie vorliegen könnte, was die Schlussfolgerung ihres Vaters, dass sie schwer zurückgeblieben sei, weiter verstärkte.
Sechs Monate später, als Genie 20 Monate alt war, starb ihre Großmutter väterlicherseits bei einem Verkehrsunfall. Der Tod seiner Mutter traf ihren Vater zutiefst, und nachdem er erfahren hatte, dass sein Sohn zuvor mit ihr spazieren gegangen war, beschuldigte er seinen Sohn, für den Tod der Großmutter mit verantwortlich zu sein. Nach der Verurteilung des Fahrers des Lastwagens zu einer Bewährungsstrafe wegen Totschlags und Trunkenheit im Verkehr entwickelte Genies Vater wahnhafte Symptome. Wissenschaftler glaubten, dass diese Ereignisse ihm das Gefühl gaben, dass die Gesellschaft ihn im Stich gelassen habe, und seine Überzeugung stärkten, dass er seine Familie vor der Außenwelt schützen müsse. Es fehlte ihm aber an Selbsterkenntnis und Weitsicht, um den Schaden zu erkennen, den seine Handlungen mit sich bringen würden. Weil er glaubte, Genie sei stark zurückgeblieben, war er davon überzeugt, dass sie ihn zum Schutz benötigte, und beschloss daher, ihre Existenz so weit wie möglich zu verbergen. Er kündigte sofort seinen Job und brachte seine Familie in das Haus seiner Mutter mit zwei Schlafzimmern, wo er verlangte, dass das Auto und das Schlafzimmer seiner verstorbenen Mutter als Schreine für sie völlig unberührt blieben, und isolierte daraufhin seine Familie immer weiter.

### Kindheit
Nach dem Umzug schränkte Genies Vater seine Tochter zunehmend auf das zweite Schlafzimmer im hinteren Teil des Hauses ein, während der Rest der Familie im Wohnzimmer schlief. Tagsüber fesselte ihr Vater sie für ungefähr 13 Stunden mit einem provisorischen Gurt, der als Zwangsjacke diente, an einen Toilettenstuhl. Während sie gefesselt war, trug sie nur Windeln und konnte nur ihre Gliedmaßen bewegen. Nachts musste sie in einem Schlafsack schlafen und man legte sie in ein Kinderbett mit einer Metallgitterabdeckung, wobei auch ihre Arme und Beine bewegungsunfähig blieben. Die Forscher glaubten, dass er sie manchmal über Nacht auf dem Toilettenstuhl zurückließ.
Die Forscher kamen zu dem Schluss, dass ihr Vater sie mit einem großen Brett, das er in ihrem Zimmer aufbewahrte, schlug, wenn Genie sprach oder ein Geräusch machte. Um sie ruhig zu halten, bleckte er seine Zähne, bellte und knurrte sie an wie ein Hund und kratzte sie mit seinen Fingernägeln. Wenn er verärgert war und den Verdacht hatte, dass Genie die Ursache war, machte er diese Geräusche vor ihrer Tür und schlug sie, wenn er weiterhin den Verdacht hatte, was in Genie eine äußerst intensive und anhaltende Angst vor Katzen und Hunden auslöste. Niemand kennt den Grund für sein hundeähnliches Verhalten, obwohl ein Wissenschaftler spekulierte, dass er sich möglicherweise als Wachhund angesehen habe und diese Rolle auslebte. Infolgedessen lernte Genie, sich so geräuscharm wie möglich zu verhalten und komplett ausdruckslos zu bleiben. Genie entwickelte eine Tendenz zum Masturbieren in sozial unangemessenen Situationen, was die Ärzte veranlasste zu vermuten, dass Genies Vater sie sexuell missbraucht oder ihren Bruder dazu gezwungen habe, obwohl sie nie eindeutige Beweise aufzeigen konnten.
Genies Vater fütterte sie so wenig wie möglich und weigerte sich, ihr feste Nahrung zu geben. Er fütterte sie nur mit Babynahrung, Müsli, Frühstücksflocken, einem gelegentlichen weich gekochten Ei und Flüssigkeiten. Ihr Vater oder ihr Bruder, falls er dazu gezwungen wurde, löffelten ihr das Essen so schnell wie möglich in ihren Mund, und wenn sie würgte oder nicht schnell genug schlucken konnte, rieb er ihr Gesicht in ihr Essen. Dies waren normalerweise die einzigen Gelegenheiten, dass er seiner Frau erlaubte, mit Genie zusammen zu sein, obwohl sie Genie nicht selbst füttern konnte. Genies Mutter behauptete, ihr Ehemann habe Genie immer dreimal am Tag gefüttert, sagte aber auch, dass Genie geschlagen wurde, weil sie aus Hunger schrie, was die Forscher zur Annahme veranlasste, dass er sich oft weigerte, sie zu füttern. Anfang 1972 teilte Genies Mutter den Forschern mit, dass sie – wann immer es möglich war – gegen 23 Uhr nachts heimlich versucht habe, Genie zusätzliches Essen zu geben, was dazu führte, dass Genie ein abnormales Schlafmuster entwickelte. Sie schlief von 19 bis 23 Uhr, wachte für ein paar Minuten auf und schlief danach für weitere 6,5 Stunden wieder ein. Nachdem sie ihrem Vater weggenommen worden war, hielt dieses Schlafmuster für mehrere Monate an.
Genies Vater hatte eine extrem geringe Lärmtoleranz und weigerte sich, einen funktionierenden Fernseher oder ein Radio im Haus zu haben. Seiner Frau und seinem Sohn wurde es untersagt, miteinander zu reden, und sie wurden brutal geschlagen, wenn sie dies ohne Erlaubnis taten. Er verbot ihnen insbesondere, mit oder über Genie zu sprechen. Jedes Gespräch zwischen der Mutter und dem Sohn war daher sehr ruhig und außerhalb von Genies Hörweite, was Genie daran hinderte, durch bloßes Zuhören die Sprache zu erlernen. Genies Vater hielt ihr Zimmer extrem dunkel, und die einzig verfügbaren Reize waren das Kinderbett, der Stuhl, die Vorhänge an jedem der Fenster, drei Möbelstücke und zwei an der Wand hängende Plastikregenjacken. In seltenen Fällen erlaubte er Genie, mit Nahrungsmittelbehältern aus Plastik, alten Garnrollen, TV-Guides (Programmzeitschriften) mit vielen ausgeschnittenen Illustrationen und Regenmänteln zu spielen. Der Raum hatte zwei fast vollständig abgedunkelte Fenster, wobei ihr Vater eines davon offen ließ. Obwohl das Haus weit von der Straße und anderen Häusern entfernt war, konnte sie die Außenseite eines Nachbarhauses sehen sowie einige Zentimeter Himmel und hörte gelegentlich Umgebungsgeräusche oder ein Nachbarskind, das Klavier übte.
Niemand konnte in der Zwischenzeit das Haus verlassen. Er erlaubte seinem Sohn lediglich, zur Schule zu gehen, und forderte ihn bei seiner Rückkehr auf, vor dem Betreten des Hauses seine Identität auf verschiedenste Arten zu beweisen. Dabei saß der Vater öfters im Wohnzimmer und drohte ihm mit einer Schrotflinte, die sich auf seinem Schoß befand, falls der Sohn ungehorsam sein sollte. Außerdem durfte keine andere Person das Haus betreten und sich in der Nähe des Hauses aufhalten, weshalb er seine Waffe griffbereit hielt, sobald sich jemand dem Haus annäherte. Niemand in der Nachbarschaft wusste vom Missbrauch des Vaters an seiner Familie oder davon, dass Genies Eltern neben einem Sohn ein weiteres Kind hatten. Neben den Misshandlungen dokumentierte Genies Vater seine Taten, die er an seiner Familie beging, sowie seine Strategien, wie er seine Familie unter Verschluss halten und verbergen könnte.
Genies Mutter war von Natur aus passiv und zudem fast völlig blind. Ihr Mann schlug sie weiter und drohte, sie zu töten, wenn sie versuchen würde, ihre Eltern, enge Freunde, die in der Nähe lebten, oder die Polizei zu kontaktieren. Genies Vater zwang seinen Sohn zum Stillsein, gab ihm Anweisungen, dass er über das, was sich zu Hause abspielte sowie die Taten des Vaters zu schweigen habe. Er schlug ihn ebenfalls mit zunehmender Häufigkeit und Intensität. Als der Sohn älter wurde, zwang ihn der Vater, Genie zu missbrauchen, und der Missbrauch nahm immer weiter zu. Der Sohn fühlte sich komplett machtlos, den Missbrauch seines Vaters zu stoppen, und hatte zudem Angst vor Strafen, wenn er eingreifen würde. Bei mehreren Gelegenheiten versuchte er, von zu Hause wegzulaufen. Genies Vater war überzeugt, dass Genie im Alter von 12 Jahren sterben würde, und versprach, dass er, wenn sie über dieses Alter hinaus weiterleben würde, seiner Frau erlauben werde, in der Öffentlichkeit nach Hilfe für Genie zu suchen. Als Genie schließlich 12 Jahre alt wurde, nahm ihr Vater dieses Versprechen zurück, und Genies Mutter unternahm für weitere 1,5 Jahre nichts dagegen.

### Rettung
Im Oktober 1970, als Genie ungefähr 13 Jahre und 6 Monate alt war, hatten Genies Eltern einen heftigen Streit, bei dem ihre Mutter drohte, dass sie das Haus verlassen werde, wenn sie nicht ihre Eltern anrufen dürfe. Ihr Mann gab schließlich nach und später an diesem Tag begab sie sich mit Genie, als ihr Mann nicht zu Hause war, zu ihren Eltern nach Monterey Park. Genies Bruder, zu diesem Zeitpunkt 18 Jahre alt, war bereits von zu Hause weggelaufen und lebte mit Freunden zusammen. Ungefähr drei Wochen später, am 4. November 1970, beschloss Genies Mutter zusammen mit Genie im nahe gelegenen Temple City, Kalifornien, Blindenhilfe zu beantragen, doch aufgrund ihrer fast vollständigen Blindheit betrat Genies Mutter versehentlich das Amt für allgemeine Sozialleistungen nebenan. Die Sozialarbeiterin, die sie begrüßte, spürte sofort, dass etwas nicht stimmte, als sie Genie sah, und war schockiert, als sie ihr Alter erfuhr. Sie schätzte anhand ihres Aussehens und Verhaltens, dass sie etwa 6 oder 7 Jahre alt und möglicherweise autistisch sei, und nachdem sie und ihr Vorgesetzter Genies Mutter befragt hatten und Genies Alter bestätigen konnten, kontaktierten sie sofort die Polizei. Genies Eltern wurden verhaftet und das Gericht übernahm die Vormundschaft für Genie (ward of the court). Aufgrund ihrer körperlichen Verfassung und ihres nahezu unsozialisierten Zustands wurde sofort ein Gerichtsbeschluss erlassen, wonach Genie in das Children’s Hospital Los Angeles gebracht werden sollte.
Nach der Aufnahme von Genie in das Krankenhaus übernahmen David Rigler, Therapeut und Psychologieprofessor an der University of Southern California, der auch der Chefpsychologe des Krankenhauses war, und Howard Hansen, damals Leiter der Abteilung für Psychiatrie und Experte für Kindesmissbrauch, die Fürsorge für Genie. Am folgenden Tag beauftragten sie den Arzt James Kent, der sich für das öffentliche Bewusstsein von Kindesmissbrauch einsetzte, mit der Durchführung der ersten Untersuchungen von Genie. Die meisten Informationen, die Ärzte über Genies frühes Leben erhielten, stammten aus polizeilichen Ermittlungen gegen Genies Eltern. Selbst die Ergebnisse der Ermittlungen konnten viele Fragen zu Genies Kindheit nicht beantworten, die auch spätere Untersuchungen nie beantworten konnten.
Berichte über Genie erreichten am 17. November 1970 die Medien und erhielten viel Aufmerksamkeit auf lokaler und nationaler Ebene, was vor allem durch ein Foto von Genie vorangetrieben wurde. Obwohl Genies Vater sich weigerte, mit der Polizei oder den Medien zu sprechen, wollten später trotzdem große Menschenmengen Kontakt mit ihm aufnehmen, was er Berichten zufolge als äußerst schwierig zu handhaben empfand. Am 20. November, dem Morgen vor seiner gerichtlichen Ladung wegen Kindesmissbrauchs, beging er Selbstmord durch einen Waffenschuss. Die Polizei fand zwei Abschiedsbriefe, einen an seinen Sohn, der unter anderem folgende Aussage enthielt: „Be a good boy, I love you“. Der andere Brief war an die Polizei gerichtet. Eine Notiz, bei der aufgrund verschiedener Quellen unklar ist welche, enthielt die Aussage: „The world will never understand.“
Nachdem Genies Vater Selbstmord begangen hatte, konzentrierten sich die Behörden und das Krankenhauspersonal ausschließlich auf Genie und ihre Mutter. Jahre später sagte Genies Bruder, seine Mutter habe alsbald begonnen, ihre ganze Liebe und Aufmerksamkeit Genie zu widmen, woraufhin er das Gebiet von Los Angeles verlassen habe. Auf Ersuchen von Hansen vertrat Rechtsanwalt John Miner, ein Bekannter von Hansen, Genies Mutter vor Gericht. Sie erzählte dem Gericht, dass die Schläge ihres Mannes und ihre fast völlige Blindheit sie unfähig gemacht hätten, ihre Kinder zu schützen. Die Anklage gegen sie wurde fallen gelassen und sie erhielt eine Therapie im Children’s Hospital Los Angeles, wobei Hansen der direkte Vorgesetzte ihres Therapeuten war.

### Merkmale und Persönlichkeit
James Kent gab an, dass seine ersten Untersuchungen von Genie den mit Abstand schwerwiegendsten Kindesmissbrauch enthüllt hätten, den er jemals untersucht habe, und äußerte sich äußerst pessimistisch über Genies Prognose. Genie war extrem blass und stark unterernährt. Sie war 1,37 m groß und wog nur 27 kg. Sie hatte ein fast vollständiges Gebiss und einen aufgeblähten Bauch. Der Gurt, den ihr Vater zum Fesseln benutzt hatte, verursachte eine dicke Hornschwiele und starke Prellungen an ihrem Gesäß, deren Heilung mehrere Wochen dauerte. Eine Reihe von Röntgenaufnahmen ergaben, dass Genie eine mittelschwere Coxa valga in beiden Hüften und einen unterentwickelten Brustkorb hatte, und dass ihr Knochenalter dem eines 11-jährigen Kindes entsprach. Trotz frühzeitiger Tests, die bestätigten, dass sie mit beiden Augen normal sehen konnte, konnte sie nichts auf mehr als 3 m Entfernung fokussieren, was den Abmessungen des Raumes entsprach, in dem ihr Vater sie verwahrt hatte.
Genies grobmotorische Fähigkeiten waren sehr schwach ausgeprägt. Sie konnte weder aufrecht stehen noch ihre Gliedmaßen vollständig strecken und wies eine sehr geringe körperliche Ausdauer auf. Ihre Bewegungen wirkten sehr zögerlich und wackelig. Ihre charakteristische Gangart, die man damals als „Bunny Walk“ bezeichnete, da sie beim Gehen ihre Hände wie Krallen vor sich hielt, deutete auf extreme Schwierigkeiten bei der sensorischen Verarbeitung und auf die Unfähigkeit hin, visuelle und taktile Informationen zu integrieren. Kent war etwas überrascht, als er feststellte, dass ihre Feinmotorik signifikant besser war und stellte fest, dass sie aufgrund dessen ungefähr auf dem Niveau eines Zweijährigen war. Sie konnte nicht kauen und hatte eine schwerwiegende Dysphagie, weshalb sie völlig unfähig war, feste oder sogar weiche Nahrung sowie Flüssigkeiten zu schlucken. Beim Essen behielt sie alles, was sie nicht schlucken konnte, in ihrem Mund, bis ihr Speichel es zersetzte, und wenn dies zu lange dauerte, spuckte sie es aus und zerdrückte es mit ihren Fingern. Außerdem war sie auch völlig inkontinent und reagierte nicht auf extreme Temperaturen.
Die Ärzte hatten große Schwierigkeiten, Genies geistigen Entwicklungszustand oder ihre kognitiven Fähigkeiten zu testen oder einzuschätzen, aber bei zwei Untersuchungen stellten sie fest, dass ihr geistiger Entwicklungszustand dem eines 13 Monate alten Kindes entsprach. Außerdem waren sie überrascht, dass Genie daran interessiert war, Reize aus ihrer Umwelt zu erkunden, obwohl sie eher Interesse an Gegenständen als an Menschen hatte. Besonders machten ungewöhnliche Klänge Genie neugierig und Kent bemerkte, wie sie eifrig nach deren Ursprüngen suchte. Außerdem bemerkten die Betreuungspersonen während Genies Aufenthalt sehr früh ihre extreme Angst vor Katzen und Hunden und gingen zunächst davon aus, dass diese Angst aufgrund ihrer Unfähigkeit zu rationalem Denken entstanden sei. Sie erkannten den tatsächlichen Ursprung der Angst erst Jahre später.
Von Anfang an zeigte Genie Interesse an vielen Krankenhausmitarbeitern, näherte sich oftmals fremden Personen und begleitete diese auch, aber Kent behauptete, dass Genie zwischen den Personen nicht differenzierte und keine Anzeichen zu erkennen waren, dass sie eine emotionale Bindung zu einer Person, einschließlich ihrer Mutter und ihrem Bruder, aufgebaut hatte. Anfangs erlaubte sie niemandem, sie anzufassen, und wich bei Körperkontakt schnell zurück. Während Genie auf Bitten ihrer Mutter auf ihrem Schoß saß, blieb sie sehr angespannt und löste sich so schnell wie möglich von ihr. Das Krankenhauspersonal schrieb, dass ihre Mutter auf die Emotionen und Aktionen von Genie kaum reagierte. Genie war in der Regel sehr unsozial und für andere äußerst schwer zu kontrollieren. Egal wo sie war, speichelte und spuckte sie ständig. Außerdem schnupperte und schnäuzte sie sich ständig die Nase an allem, was sich in ihrer Nähe befand. Sie hatte keinen Sinn für Privateigentum und zeigte oftmals auf Gegenstände, die sie haben wollte oder nahm sie anderen Personen weg. Außerdem hatte sie kein Situationsbewusstsein. Die Ärzte schrieben, dass sie unabhängig von der Umgebung spontan handelte, insbesondere dass sie häufig öffentlich masturbierte und manchmal versuchte, ältere Männer daran teilhaben zu lassen.
Zu Beginn reagierte sie kaum auf nonverbale Signale anderer Personen, einschließlich Körpergesten und Gesichtsausdrücken, dafür konnte sie gut Augenkontakt aufnehmen. Ihr Auftreten war jedoch völlig frei von Gesichtsausdrücken oder erkennbarer Körpersprache und sie konnte nur einige sehr grundlegende Bedürfnisse nonverbal vermitteln. Sie konnte deutlich die Geräusche, die beim Sprechen erzeugt werden, von anderen unterscheiden, blieb aber fast komplett still sowie unansprechbar. Antworten, die sie von sich gab, dienten nur zur Unterstützung ihrer nonverbalen Signale. Wenn Genie verärgert war, griff sie sich selbst wild an. Sie blieb danach völlig ausdruckslos und weinte oder sprach auch nie. Einigen Berichten zufolge konnte sie überhaupt nicht weinen. Um Lärm zu machen, stieß sie Stühle oder ähnliche Gegenstände um. Ihre Wutausbrüche traten zu Beginn häufig auf und hatten keinen offensichtlichen Auslöser. Kent schrieb, dass Genie niemals versucht habe, die Ursache für ihre Ausbrüche ausfindig zu machen, und so lange wütend war, bis jemand sie ablenkte oder sie erschöpft war, sodass sie wieder still und ausdruckslos blieb.
Im Januar 1971 stellten Linguisten fest, dass Genie ein Verständnis für ihren eigenen Namen, Namen einiger anderer Personen und etwa 15–20 weitere Wörter hatte. Zu diesem Zeitpunkt bestand ihr aktiver Wortschatz aus zwei Phrasen: „stop it“ und „no more“. Linguisten konnten zu keinem Zeitpunkt vor Januar 1971 den Umfang ihres aktiven oder passiven Wortschatzes bestimmen und wussten daher nicht, ob sie einige oder alle dieser Wörter in den letzten zwei Monaten erworben hatte. Nachdem sie Genie einige Zeit beobachtet hatten, kamen sie zu dem Schluss, dass sie nicht selektiv stumm war. Die durchgeführten Tests ergaben keine physiologische oder psychologische Erklärung für ihren Sprachmangel. Da ihre vorhandenen medizinischen Unterlagen auch keine eindeutigen Hinweise auf geistige Behinderung enthielten, stellten Forscher fest, dass sie aufgrund ihrer extremen Isolation und der fehlenden Auseinandersetzung mit der Sprache während der Kindheit keine Muttersprache erworben hatte.

### Vorläufige Begutachtung
Innerhalb eines Monats nach Genies Aufnahme in das Children’s Hospital Los Angeles interessierte sich Jay Shurley, Professor für Psychiatrie und Verhaltenswissenschaften an der University of Oklahoma und Spezialist für extreme soziale Isolation, für den Fall Genie. Shurley bemerkte, dass Genie der schwerste Fall von sozialer Isolation war, von dem er jemals gehört oder den er jemals untersucht hatte, und begleitete diesen Fall für mehr als 20 Jahre. In den nächsten eineinhalb Jahren besuchte er Genie dreimal zur dreitägigen Untersuchung und zur Durchführung einer Schlafstudie, um zu ermitteln, ob bei Genie Autismus, ein Hirnschaden oder eine angeborene geistige Behinderung vorlag. Shurley schlussfolgerte, dass Genie nicht autistisch sei, was Forscher später bestätigen konnten. Er bemerkte, dass sie auffällige emotionale Störungen hatte, und schrieb, dass ihr Verlangen nach neuen Reizen und das Fehlen von Abwehrmechanismen untypisch für Autismus seien.
Shurley fand keine Anzeichen einer Hirnschädigung, beobachtete jedoch einige anhaltende Anomalien im Schlaf von Genie, einschließlich einer signifikant reduzierten Menge an REM-Schlaf mit einer Abweichung hinsichtlich der REM-Schlafdauer, die größer als beim Durchschnitt war und einer ungewöhnlich hohen Anzahl an Schlafspindeln (kurzzeitige Häufung von gleichmäßigen oder wiederholenden neuronalen Aktivitäten). Er kam schließlich zu dem Schluss, dass Genie von Geburt an geistig zurückgeblieben sei, insbesondere verwies er auf ihre signifikant erhöhte Anzahl an Schlafspindeln, da diese für Menschen mit schwerer Behinderung charakteristisch sind. Die anderen Wissenschaftler, die den Fall verfolgten, waren zwiegespalten. Viel später argumentierte zum Beispiel Susan Curtiss nachdrücklich, dass Genie, obwohl sie eindeutig ernsthafte emotionale Schwierigkeiten habe, nicht geistig zurückgeblieben sein könne. Sie wies darauf hin, dass Genie sich in jedem Kalenderjahr nach ihrer Rettung um jeweils ein Jahr weiterentwickelt habe, was nicht zu erwarten gewesen wäre, wenn ihr Zustand angeboren gewesen wäre, und dass bestimmte Sprachfähigkeiten, die Genie erworben habe, für geistig behinderte Menschen untypisch seien. Sie glaubte stattdessen, dass Genie mit mindestens durchschnittlicher Intelligenz geboren wurde und dass sie durch den Missbrauch und die Isolation in ihrer Kindheit funktionell zurückgeblieben sei.

## Krankenhausaufenthalt
Bei seinem ersten Treffen mit Genie beobachtete James Kent zunächst keine Reaktionen bei ihr, konnte aber schließlich mit einer kleinen Puppe ihre Aufmerksamkeit auf sich ziehen, indem sie nonverbal wie auch verbal antwortete. Das Spielen mit dieser und ähnlichen Puppen wurde schnell zu ihrer Lieblingsbeschäftigung, und abgesehen von ihren Wutanfällen konnte sie dabei zu Beginn ihres Aufenthalts ihre Gefühle ausdrücken. Innerhalb weniger Tage lernte sie, sich selbst anzuziehen, und begann freiwillig die Toilette zu benutzen, aber litt weiterhin tagsüber sowie in der Nacht an Inkontinenz, die sich nur langsam verbesserte. Kent bemerkte schnell, dass viele Leute mit Genie zusammenarbeiten wollten, und befürchtete, dass sie aufgrund dessen keine normale Beziehung zu jemandem aufbauen könnte. Er entschied daher, die Bezugsperson für Genie zu sein, die sie bei ihren Spaziergängen und all ihren Terminen begleitet.
Genie begann schnell zu wachsen und an Gewicht zuzunehmen sowie selbstsicherer in ihrer Körperbewegung zu werden. Bis Dezember 1970 konnte sich ihre Auge-Hand-Koordination sowie ihre Augenfokussierung verbessern. Sie entwickelte schnell ein Gefühl für Eigentum und sammelte Gegenstände, die sie aus irgendwelchen Gründen mochte. Sie war äußerst verärgert, wenn jemand ihre gesammelten Gegenstände berührte oder bewegt hatte. Sie sammelte alle Arten von Gegenständen, insbesondere farbige Gegenstände aus Plastik, was die Forscher spekulativ darauf zurückführen, dass ihr Vater sie damals mit Nahrungsmittelbehältern aus Plastik hatte spielen lassen. Es schien ihr egal zu sein, ob es Spielzeug oder gewöhnliche Behälter waren, die sie sammelte. Sie interessierte sich insbesondere für Strandeimer. Während der ersten Monate ihres Aufenthalts konnte sie bei Wutanfällen mit einem dieser Gegenstände beruhigt werden.
Nach einigen Wochen konnte Genie auf Signale anderer Personen schneller reagieren und begann kurz darauf, anderen beim Sprechen zuzuhören, blieb aber dabei ausdruckslos. Es war unklar, ob sie mehr auf verbale oder nonverbale Signale reagierte. Kurz danach zeigte Genie deutliche Antworten auf nonverbale Signale, sodass sich ihre nonverbalen Kommunikationsfähigkeiten außergewöhnlich schnell entwickelten. Einen Monat nach ihrem Aufenthalt begann sie mit vertrauten Erwachsenen in Kontakt zu treten, zuerst mit Kent und später mit anderen Krankenhausmitarbeitern. Sie war offensichtlich froh darüber, dass sie Besuch von vertrauten Personen bekam, und bemühte sich, dass diese Person bei ihr blieb. Falls diese Person Genie verließ, drückte sie Enttäuschung aus, aber dafür waren ihre Begrüßungen energisch. Nachdem der Staat die Anklage gegen Genies Mutter fallen gelassen hatte, besuchte sie Genie zweimal pro Woche und nach einigen Monaten kamen sie besser miteinander zurecht.
Zur selben Zeit bemerkte man, dass Genie Freude daran hatte, kleine Gegenstände fallen zu lassen oder zu zerstören und Belustigung darin fand, wenn andere es ebenfalls mit Gegenständen, mit denen sie gespielt hatte, taten. Kent schrieb, dass sie eine bestimmte Reihe von Handlungen immer wiederholte, um anscheinend Anspannung abzubauen, und vermutete, dass sie dies tat, um Kontrolle über ihre traumatischen Kindheitserfahrungen zu gewinnen. Sie ließ sich außerdem von klassischer Klaviermusik begeistern, was die Forscher darauf zurückführten, dass Genie bereits in ihrer Kindheit ein wenig Klaviermusik hören konnte. Sie zeigte nicht dieselbe Reaktion, wenn jemand auf Tonaufnahmen andere als klassische Musik spielte, und wollte anschließend das Notenblatt mit einem Buch austauschen, das Stücke enthielt, die sie mochte.
Bis Dezember 1970 wurde Genie von Kent und anderen Krankenhausmitarbeitern, die mit Genie zusammenarbeiteten, als potentieller Untersuchungsgegenstand für eine Fallstudie betrachtet. In diesem Monat erhielt David Rigler einen kleinen Zuschuss vom National Institute of Mental Health (NIMH), um vorläufige Studien an Genie durchzuführen, und begann daher, ein Forschungsteam zu organisieren, um weitere Zuschüsse beantragen zu können. Im Januar 1971 führte das Team sogenannte Gesell Developmental Schedules durch, die von Arnold Gesell und seinen Kollegen entwickelt worden waren, um die Entwicklungsstufe und somit das Entwicklungsalter zu ermitteln. Sie fanden heraus, dass Genie das Entwicklungsalter eines 1- bis 3-jährigen Kindes hatte, wobei sie bereits erhebliche Entwicklungsunterschiede aufwies. Im folgenden Monat wurde Genie von den Psychologen Jeanne Block und ihrem Ehemann Jack Block untersucht, und die resultierenden Leistungspunkte reichten vom Entwicklungszustand unterhalb einer 2- bis 3-Jährigen bis, bezogen auf einige konkrete Aspekte, einer 12- bis 13-Jährigen. Etwa zur selben Zeit bemerkten die Ärzte, dass Genie ein Interesse an anderen Personen entwickelte, wenn diese sprachen, und sie versuchte, die Geräusche, die beim Sprechen erzeugt wurden, zu imitieren.
Im Zeitraum April und Mai 1971 hatten sich Genies Leistungspunkte beim Leiter International Performance Scale (einem Intelligenztest) stark erhöht mit einem Gesamtentwicklungszustand eines typischen 4 Jahre und 9 Monate alten Kindes, aber hinsichtlich einzelner Aspekte wies sie eine starke Streuung auf. Sie machte schnell sprachliche Fortschritte und die Ärzte bemerkten, dass sie eine ziemlich fortgeschrittene Kategorisierung von Objekten und Situationen mit einem Fokus auf Objekteigenschaften hatte, der zu einem gewissen Grad bei Kindern unüblich ist. Als ungefähr zur selben Zeit Los Angeles von einem kleinen Erdbeben betroffen war, rannte sie verängstigt in die Küche und verbalisierte etwas zu den Köchen im Krankenhaus und markierte somit das erste Mal, dass sie Trost bei anderen Personen finden wollte und dass sie überhaupt bereit war, irgendetwas zu verbalisieren. Es fiel ihr jedoch immer noch schwer, sich in große Menschenmengen zu begeben. An ihrer Geburtstagsfeier war sie so verängstigt, dass David Rigler mit ihr hinausgehen musste, um sie zu beruhigen.
Bei Genies späterem Krankenhausaufenthalt nahm sie an körperlichen Aktivitäten mit Erwachsenen teil und hatte Freude daran, andere zu umarmen und selbst umarmt zu werden. Sie zeigte weiterhin ihre Frustration und hatte Wutausbrüche, jedoch nur als Antwort auf Situationen, die bei anderen jüngeren Kindern eine ähnliche Reaktion ausgelöst hätten. Sie konnte ebenso für eine längere Zeit schmollen, obwohl sie bereits einen Gegenstand bekommen hatte, den sie mochte. Im April 1971 griff Genie ein anderes Mädchen an, weil sie das Gefühl hatte, dass das Mädchen ihre Krankenhausbekleidung trug, und zeigte somit das erste Mal, dass sie ein Gefühl von Eigentum an Sachen entwickelt hatte, bei denen sie der Meinung war, es seien ihre eigenen, auch wenn ihr diese eigentlich gleichgültig waren. Außerdem war es das erste Mal, dass sie ihre Wut nach außen richtete, ohne allerdings aufzuhören, sich selbst zu verletzen, wenn sie wütend war.

### Gehirnuntersuchungen

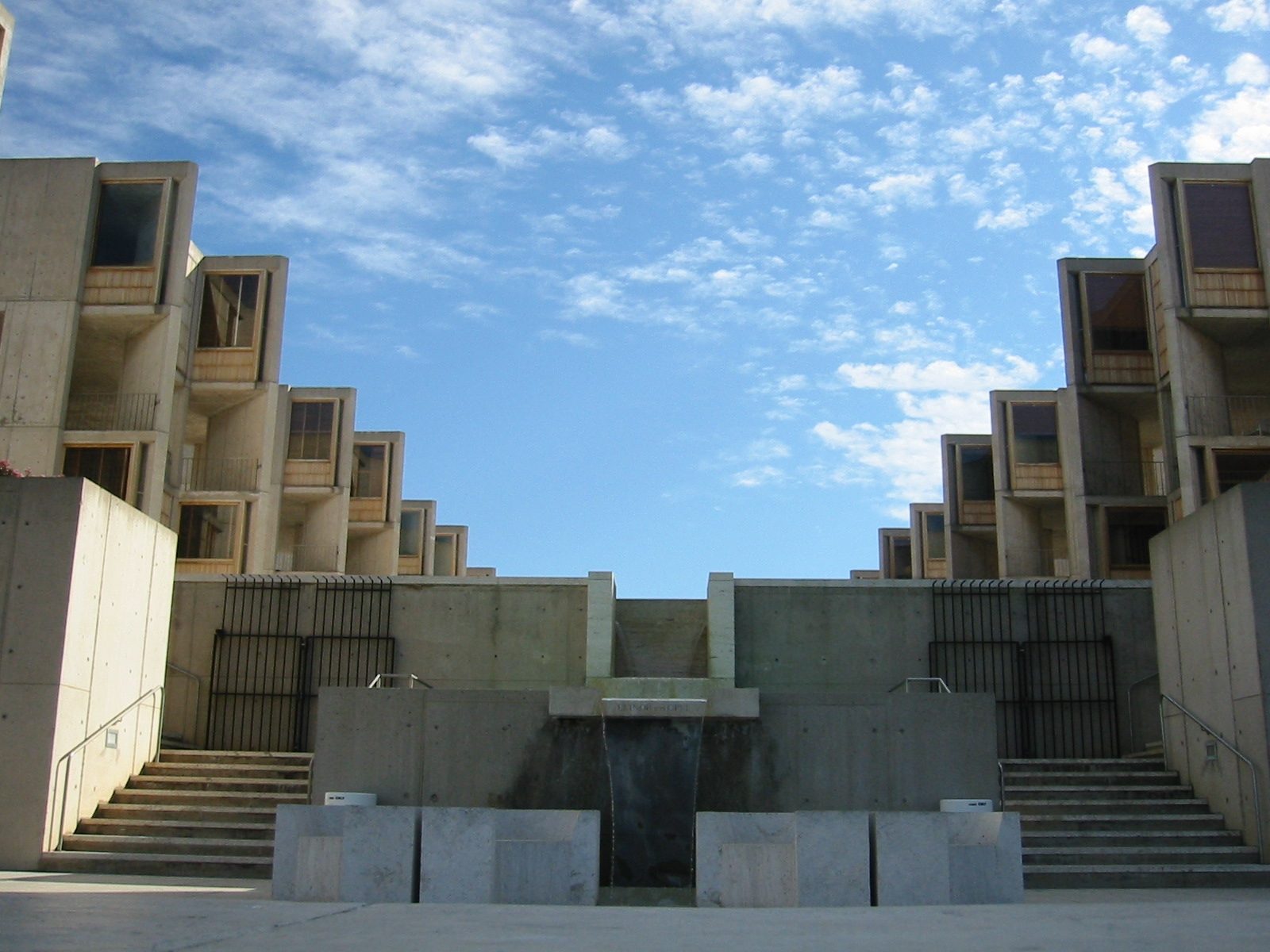
Das Salk Institute for Biological Studies in Kalifornien, wo die Daten aus der ersten Gehirnuntersuchung von Genie ausgewertet wurden.

Ab Januar 1971 führten die Wissenschaftler eine Reihe neurolinguistischer Tests an Genie durch, um den Verlauf und das Ausmaß ihrer geistigen Entwicklung zu bestimmen und zu beobachten, sodass Genie das erste Kind ohne Spracherwerb wurde, das sich einer detaillierten Untersuchung des Gehirns unterzog. Genies gesamtes Gehirn war physisch intakt und Shurleys Schlafstudien ergaben, dass ihre Schlafmuster typisch für eine Person mit dominanter linker Hemisphäre seien, was die Wissenschaftler vermuten ließ, dass sie rechtshändig sei. In den folgenden Jahren konnten mehrere Tests die Schlussfolgerung bezüglich ihrer Händigkeit bestätigen, wie man auch bereits in alltäglichen Situationen hatte beobachten können. Basierend auf frühzeitigen Tests vermuteten die Ärzte damals, dass ihre rechte Gehirnhälfte dominant sei.
Anfang März 1971 kamen die Neurowissenschaftler Ursula Bellugi und Edward Klima vom Salk Institute for Biological Studies, um ihre eigene Reihe an Gehirnuntersuchungen an Genie durchzuführen. Audiometrische Tests bestätigten, dass Genie ein normales Hörvermögen auf beiden Ohren hatte, und bei einer Reihe von dichotischen Hörtests konnte Genie mit ihrem linken Ohr Sprachklänge mit 100 % Genauigkeit erkennen, erkannte jedoch auf ihrem rechten Ohr die Klänge auf statistisch nicht signifikantem Niveau (das heißt, sie antwortete wahrscheinlich per Zufall). Solche starken funktionalen Asymmetrien, welche die Testergebnisse aufzeigten, hatten nur Patienten mit einem Split Brain oder solche, die sich im Erwachsenenalter einer Hemisphärektomie unterzogen haben. Bei monauralen Tests (jeweils nur auf einem Ohr) für Sprachklänge und sonstigen Klänge konnte Genie mit 100 % Genauigkeit auf beiden Ohren hören, was normal war. Bei dichotischen Hörtests für sonstige Klänge neigte sie dazu, ihr linkes Ohr zur Erkennung zu verwenden, was typisch für eine rechtshändige Person ist, sodass die Forscher die Möglichkeit ausschließen konnten, dass die dominante Hemisphäre nur bei Sprachklängen umgekehrt war, da dies auch für sonstige Klänge zutraf.
Auf Grundlage der Ergebnisse glaubten Bellugi und Klima, dass Genie sich zunächst als typische Rechtshänderin entwickelte, bis ihr Vater begann sie zu isolieren. Sie erklärten die funktionalen Asymmetrien ihrer Hemisphären damit, dass bei ihr als Kind die sensorische Integration ausschließlich anhand visueller und taktiler Sinneseindrücke erfolgte, wobei die Integration bei rechtshändigen Personen hauptsächlich in der rechten Hemisphäre erfolgte. Obwohl diese Reize minimal waren, reichten sie dennoch aus, um eine Lateralisation auf die rechte Hemisphäre zu verursachen. Daher vermuteten sie, dass es bei Genie aufgrund der fehlenden Auseinandersetzung mit Sprache während der Kindheit nie zur Lateralisation der Sprachproduktion gekommen war. Seitdem Genie Sprachklänge akkurat mit ihrer rechten Hemisphäre voneinander unterscheiden konnte, schlussfolgerten sie, dass die Lateralisation der Sprachproduktion in der rechten Hemisphäre erfolgte.

### Zunehmendes Forschungsinteresse

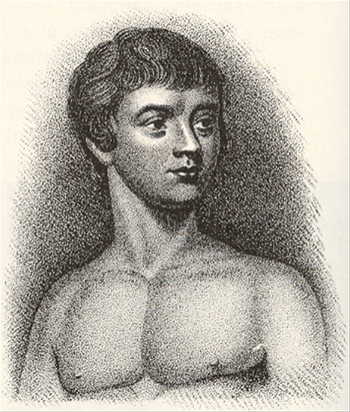
Victor von Aveyron, circa 1800.

Zum Zeitpunkt der Aufnahme von Genie in das Children’s Hospital Los Angeles gab es breite Diskussionen in Laien- und Akademikerkreisen zu der Hypothese von Noam Chomsky, heute emeritierter Professor für Linguistik am Massachusetts Institute of Technology (MIT), der die Ansicht vertrat, dass die Sprache dem Menschen angeboren sei und sich somit die Menschen von den Tieren unterscheiden würden, und zu der Hypothese von Eric Heinz Lenneberg, einem in Deutschland geborenen ehemaligen US-Neurologen und -Linguisten, der im Jahr 1967 die Hypothese aufstellte, dass Menschen eine kritische Periode zum Spracherwerb besitzen und die kritische Periode zu Beginn der Pubertät ende. Des Weiteren gibt Lenneberg einen Anfangszeitpunkt von zwei Jahren an. Laut Lenneberg fällt die Zeit zwischen dem zweiten Lebensjahr und dem Anfang der Pubertät mit dem Lateralisationsprozess des Gehirns zusammen, mit dem die Spezialisierung der dominanten Hemisphäre des Gehirns in Bezug auf sprachliche Funktionen stattfindet. Somit kann eine Ausdifferenzierung einer vorgegebenen Ganzheit (latente Sprachstruktur) durch Transformationen erfolgen, wobei das Kind keine Einzellaute, sondern globale Muster und Strukturen lernt, die dann immer weiter ausdifferenziert werden.
Obwohl Interesse an der Überprüfung dieser Hypothesen bestand, gab es vor Genies Entdeckung keine Möglichkeit, sie zu testen. Es existieren antike und mittelalterliche Texte zu Sprachentzugsexperimenten, die aber heutzutage aus ethischen Gründen nicht durchgeführt werden. Zufälligerweise wurde der Film Der Wolfsjunge von François Truffaut, der das Leben von Victor von Aveyron in den Jahren unmittelbar nach seiner Entdeckung und die Bemühungen des Arztes Jean Itard darstellt, ihm eine Erstsprache beizubringen und ihn in die Gesellschaft zu integrieren, eine Woche nach Genies Rettung in den Vereinigten Staaten uraufgeführt. Der Film war ein großer Erfolg und erhöhte das öffentliche Interesse an Kindern, die extremem Missbrauch oder Isolation ausgesetzt waren.
Aufgrund des zunehmenden Forschungsinteresses leitete David Rigler ein Team aus Wissenschaftlern, die im Mai 1971 einen dreijährigen Zuschuss vom NIMH beantragten und anschließend auch erhielten. Auf Vorschlag von Jean Butler, die als Sonderpädagogin für Genie im Krankenhaus arbeitete, schauten sie den Film Der Wolfsjunge bei ihrem ersten Treffen miteinander an, und die Wissenschaftler sagten später dazu, dass der Film eine unmittelbare und tiefgreifende Wirkung auf sie gehabt habe. Die große Anzahl an Vorschlägen zur Zusammenarbeit mit Genie machte es schwierig, den Vorschlägen eine einheitliche Richtung zu geben. Zur Überraschung einiger Wissenschaftler, die sich an den Finanzierungstreffen beteiligten, entschied David Rigler, dass der primäre Fokus auf die Untersuchung der Hypothesen von Chomsky und Lenneberg gelegt werden sollte, und wählte Victoria Fromkin, ehemalige US-Linguistikprofessorin an der UCLA, zur Leitung der sprachlichen Bewertung von Genie. Das Forschungsteam plante, auch weiterhin regelmäßige Bewertungen zur psychologischen Entwicklung von Genie hinsichtlich verschiedener Lebensaspekte durchzuführen. Seit ihrer Aufnahme in das Children’s Hospital hatten Forscher versucht, Genies Identität zu verbergen, und ungefähr zu dieser Zeit bekam sie auch das Pseudonym „Genie“, aufgrund dessen, dass der Dschinn (anglisiert zu genie) aus einer Öllampe herauskommt, ohne eine Kindheit gehabt zu haben, und aufgrund ihres plötzlichen Auftauchens in der Gesellschaft nach ihrer Rettung.

### Beginnende Forschung
Kurz nachdem das NIMH den Zuschussvorschlag angenommen hatte, begann Susan Curtiss als PhD student im späten Mai 1971 ihre Dissertation über den Fall Genie aus psycholinguistischer Perspektive unter Victoria Fromkin zu schreiben und traf sich für den Rest des Aufenthalts von Genie im Krankenhaus fast täglich mit ihr. Curtiss erkannte schnell Genies fortgeschrittene nonverbale Fähigkeiten und schrieb, dass völlig fremde Leute ihr oft etwas kauften, weil sie spürten, dass sie etwas haben wollte und diese Geschenke immer Objekte waren, an denen sie am meisten Freude empfand. Curtiss kam zu dem Schluss, dass Genie eine beträchtliche Menge an Sprache gelernt hatte, diese jedoch noch nicht auf einem brauchbaren Niveau war. Daher entschied sie sich, für die nächsten Monate Genie näher kennenzulernen und ihre Freundschaft zu gewinnen. Im folgenden Monat hatten sie und Genie eine Bindung zueinander aufgebaut.
Etwa zur selben Zeit, als Curtiss mit ihrer Arbeit begann, wurde Genie erneut mit dem Leiter International Performance Scale bewertet sowie mit dem Stanford-Binet-Test (verbaler Intelligenztest), wonach sich ihr geistiger Entwicklungszustand zwischen dem eines 5- und 8-jährigen Kindes mit starker Streuung hinsichtlich einzelner Aspekte befand. Forscher vermuteten, dass Genie ihre Gestaltwahrnehmung benutzte, um die Anzahl der Objekte in einer Gruppe zu ermitteln, sodass sie zu Beginn der Fallstudie die korrekte Anzahl von bis zu sieben Objekten mithilfe ihrer Gestaltwahrnehmung erkennen konnte. Der Kinderpsychologe David Elkind, der sich an den Finanzierungstreffen beteiligte, bewertete Genie im Mai 1971 und erklärte, dass sie sich bereits im Stadium der Konkret-operationalen Intelligenz nach Piagets Entwicklungsmodell befinde sowie Fähigkeiten wie Objektpermanenz und zeitlich verzögerte Nachahmung (nach Piaget) besitze. Genies körperliche Gesundheit und Ausdauer hatten sich ebenfalls verbessert. Dagegen entsprach ihr soziales Verhalten weiterhin dem eines unsozialisierten Menschen und die Ärzte waren besorgt darüber, dass Genie kaum mit Gleichaltrigen interagierte. Jedoch zeigten die Auswertungen ihrer Testergebnisse eine optimistische Prognose.

## Erstes Pflegeheim
Im Juni 1971 bekam die Sonderpädagogin Jean Butler die Erlaubnis, Genie auf Tagesausflügen zu ihrem Haus im Country Club Park, Los Angeles, mitzunehmen. Nach einem dieser Ausflüge teilte Butler am Ende des Monats dem Children’s Hospital mit, dass sie (Butler) möglicherweise an Röteln erkrankt sei und somit Genie angesteckt haben könnte. Sie verlangte daher, dass man ihr das Sorgerecht für Genie überlassen solle, jedoch zweifelten das Krankenhauspersonal an dem Wahrheitsgehalt ihrer Geschichte und zögerten daher, das Sorgerecht in ihre Hände zu legen. Das Krankenhauspersonal vermutete, dass Butler mit ihrer vermeintlich ausgedachten Geschichte die Vormundschaft für Genie übernehmen und somit ihre primäre Pflegeperson werden wollte. Auf Butlers Hinweis, dass, falls sie erkrankt sein sollte, der Aufenthalt in einer Sonderisolierstation möglicherweise Schäden in Genies sozialer und psychologischer Entwicklung mit sich bringen könnte, stimmte das Personal Butler letztendlich zu, dass Genie in ihrem Haus unter Quarantäne gestellt werden sollte. Jean Butler, die zu der Zeit kinderlos, unverheiratet und alleinstehend war, beantragte daraufhin das Sorgerecht für Genie und trotz der Einwände des Children’s Hospital wurde durch die Behörden, während sie noch mit dem Fall beschäftigt waren, der Aufenthalt von Genie bei Butler verlängert.

### Butlers Beobachtungen
Nachdem Genie bei Butler eingezogen war, bemerkte Butler erste Anzeichen einer beginnenden Pubertät bei Genie und einer drastischen Verbesserung ihrer körperlichen Gesundheit. Außerdem war dies der Beweis dafür, dass ihr Spracherwerb auch nach der von Lenneberg vorgeschlagenen kritischen Periode zum Spracherwerb weiter stattfand. Butler beobachtete und dokumentierte, dass Genie dutzende Flüssigkeitsbehälter sammelte und in ihrem Zimmer aufbewahrte. Außerdem konnte Butler sich nicht erklären, warum Genie eine solch besondere Angst vor Katzen und Hunden hatte, nachdem sie dies während einer Verabredung mit einem emeritierten Psychologieprofessor der University of Southern California selbst erlebt hatte. Um Genies Ängste zu überwinden, schaute sie mit ihr zusammen die Fernsehserie Lassie (1954–1973) an und gab ihr einen batteriebetriebenen Spielzeughund. Butler schrieb, dass sie mit eingezäunten Hunden schließlich zurechtkam, jedoch mit Katzen keinerlei Fortschritte machte.
Butler notierte in ihrem Tagebuch, dass Genie bei Wutanfällen nicht mehr sich selbst angriff und gelernt hatte, ihre Wut nach außen zu richten, entweder verbal oder indem sie auf Gegenstände einschlug. Kurz nachdem Genie bei Butler eingezogen war, wurde sie deutlich gesprächiger und konnte größere Fortschritte beim Spracherwerb verzeichnen. In einem Brief im frühen August 1971 an Jay Shurley schrieb Butler, dass auch der emeritierte Psychologieprofessor, mit dem sie verabredet war, bestätigte, dass sich Genies Sprachfähigkeiten verbessert hatten. Nach einiger Zeit verbesserte sich auch Genies Inkontinenz, bis sie am Ende ihres Aufenthalts fast vollständig kontinent war.

### Sorgerechtsstreit
Zu der Zeit, als Genie bei Butler eingezogen war, bekam ihre Mutter eine Katarakt-Operation, die ihr Sehvermögen zum größten Teil wiederherstellte, sodass sie Genie öfter besuchen konnte. Indem der emeritierte Psychologieprofessor, mit dem sich Butler häufig verabredet hatte, während Genies Aufenthalts bei Butler einzog, glaubte sie, dass dadurch ihr noch zu entscheidender Pflegeantrag attraktiver wirken könnte, indem sie ein Haus mit zwei Elternteilen anbieten könnte. Das Forschungsteam, das Genie untersuchte, begann ebenfalls, sie im Haus von Butler zu besuchen, was Butler zunehmend verabscheute, da sie glaubte, dass sie Genie überforderten und bezeichnete das Team abwertend als „Team Genie“, was auch über einen längeren Zeitraum anhielt. Butler schien eine Abneigung gegenüber James Kent und Susan Curtiss zu haben, was die beiden daran hinderte, Genie in den letzten Monaten ihres Aufenthaltes bei Butler zu besuchen. Butler schien auch Auseinandersetzungen mit David Rigler zu haben, die jedoch nach Rigler nie so persönlich und hitzig waren, wie Butler sie darstellte.
Forscher vermuten, dass Butler gute Absichten hatte, kritisierten jedoch ihre fehlende Bereitschaft, mit dem Forschungsteam zusammenzuarbeiten, was möglicherweise die Betreuung von Genie und die Fallstudie negativ hätte beeinflussen können. Das Forschungsteam stritt Butlers Behauptungen vehement ab und versicherte, dass sich Genie zu keinem Zeitpunkt überfordert gefühlt habe und sie jederzeit die Möglichkeit gehabt habe, Pausen zu machen. Außerdem verwahrten sich Curtiss und Kent gegen die Anschuldigungen von Butler nachdrücklich und wiesen diese zurück. Das Forschungsteam distanzierte sich zunehmend von Butler, mit der Begründung, dass ihr unter ihren Mitarbeitern und Vorgesetzten der Ruf einer streitlustigen Person vorauseilte. Curtiss und Howard Hansen und weitere Wissenschaftler stießen sich außerdem an der angeblich von Butler gemachten Aussage, dass Genie sie berühmt machen werde und insbesondere Curtiss in Erinnerung hatte, dass Butler die nächste Anne Sullivan, eine ehemalige Lehrerin von blinden Kindern, werden wollte.
Mitte August teilten die Behörden in Kalifornien Butler mit, dass sie ihren Antrag auf das Sorgerecht für Genie abgelehnt hätten. Ob das Children’s Hospital einen Einfluss auf die Entscheidung der kalifornischen Behörden hatte, und, wenn ja, in welchem Ausmaß, ist unklar, da nach David Rigler trotz vorheriger Einwände der Wissenschaftler das Children’s Hospital vorher nichts unternommen hatte und die Entscheidung der Behörden ihn überrascht habe. Nach der Nova-Dokumentation über Genie hatte das Children’s Hospital einen Einfluss auf die Ablehnung von Butlers Antrag, da mehrere Personen in der Krankenhausleitung, einschließlich Hansen, der Ansicht waren, dass Butler sich unangemessen um Genie kümmere und eine der Krankenhausrichtlinien war, dass Krankenhausmitarbeiter keine Pflegeeltern für Patienten werden konnten. Butler war der Meinung, dass das Krankenhaus zugunsten der Wissenschaftler gehandelt habe, sodass weitere Untersuchungen an Genie an einem geeigneteren Ort erfolgen sollten. Sie schrieb, dass Genie, als ihr die Entscheidung mitgeteilt wurde, äußerst verärgert war und gesagt hatte: „No, no, no.“

## Zweites Pflegeheim
Anfang August hatte Hansen Rigler vorgeschlagen, Genie in Gewahrsam zu nehmen, falls die Behörden Butlers Antrag ablehnen. Rigler lehnte die Idee zunächst ab, beschloss dann jedoch, darüber mit seiner Frau Marilyn zu sprechen. Marilyn hatte eine Ausbildung zur Sozialarbeiterin absolviert und kürzlich ein Diplom in menschlicher Entwicklung (engl. human development) abgeschlossen. Zuvor hatte sie in Kindergärten und Head-Start-Programmen gearbeitet. Die Riglers hatten drei Kinder im Jugendalter, was Jay Shurley später zu der Aussage brachte, dass die Rigler zur Versorgung von Genie besser geeignet gewesen seien als Butler. Sie beschlossen schließlich, dass sie, wenn es sonst niemand tun würde, bereit wären, sich vorübergehend um Genie zu kümmern, bis ein anderes geeignetes Pflegeheim verfügbar wurde. Rigler räumte ein, dass er durch die vorgeschlagene Vereinbarung mehrere Rollen zwischen ihm als Therapeut und Genie als Klientin einnehmen würde (engl. dual relationship), aber das Children’s Hospital und die Behörden entschieden schließlich, da keine anderen angemessenen Möglichkeiten zur Verfügung standen, dass die Riglers das vorübergehende Sorgerecht für Genie bekamen.
Noch am selben Tag, als Genie ins Children’s Hospital zurückkehrte, ließen die Riglers das Mädchen in ihr Haus in Los Feliz bringen. David Rigler sagte, dass er und seine Frau ursprünglich die Absicht hatten, eine Vereinbarung über Genies Bleiben für maximal drei Monate abzuschließen. Letztendlich blieb Genie fast vier Jahre bei ihnen. Als Genie bei den Riglers einzog, wurde Marilyn ihre Lehrerin. David Rigler beschloss, die Rolle von James Kent des primären Therapeuten zu übernehmen und das Forschungsteam nahm die Beobachtungen und Bewertungen sofort wieder auf. Die Riglers blieben während dieser Zeit Genies Pflegeeltern und zusätzlich wurde im Jahr 1972 mit Zustimmung von Genies Mutter und ihrem Psychologen durch die Behörden John Miner zu einem weiteren Erziehungsberechtigten ohne Kostenerstattung für Genie ausgewählt.

### Beziehung zu ihrer Mutter
Während Genie bei den Riglers lebte, traf sich ihre Mutter normalerweise einmal pro Woche mit ihr in einem Park oder Restaurant und ihre Beziehung wurde immer enger. Obwohl die Riglers niemals eine Abneigung gegen Genies Mutter empfanden, wirkten ihre Bemühungen, höflich zu ihr zu sein, wohl auf sie ungewollt herablassend und Jahre später sagte Marilyn Rigler, dass es ihr unangenehm gewesen sei, als Pflegemutter von Genie in ihrem Haus mit Genies leiblicher Mutter zusammen sein zu müssen. Mit Ausnahme von Jay Shurley, der später sagte, er habe das Gefühl, dass die anderen Wissenschaftler sie nicht als gleichwertig behandelten, hatte Genies Mutter keine gute Beziehung zu den Wissenschaftlern, von denen einige wiederum aufgrund ihrer Apathie in Genies Kindheit eine Abneigung ihr gegenüber empfanden. Die Wissenschaftler spekulierten, dass Genies Mutter sich größtenteils distanziert ihnen gegenüber verhielt, weil die Wissenschaftler sie an ihre Untätigkeit, ihrem kleinen Kind beizustehen, erinnerten und David Rigler weiterhin vermutete, dass sie Genies Zustand und ihre Mitschuld daran vor sich selbst leugnete. Curtiss schrieb, dass Genies Mutter oft widersprüchliche Aussagen über ihr Eheleben und Genies Kindheit tätigte und anscheinend das sagte, was die Leute hören wollten, was das Forscherteam dazu veranlasste zu spekulieren, dass sie aus Angst vor Verurteilung oder Ausgrenzung nicht die Wahrheit sagte.
Jean Butler, die, kurz nachdem Genie ihr Haus verlassen hatte, ihren Ehenamen „Ruch“ als Nachnamen verwendete, blieb in Kontakt mit Genies Mutter. Obwohl Genies Mutter sich später daran erinnerte, dass die meisten ihrer Gespräche in dieser Zeit eher oberflächlich gewesen seien, kamen sie weiterhin sehr gut miteinander aus. Während Genies Aufenthalt bei den Riglers beschuldigte Ruch die Forscher beharrlich, gesundheitsschädigende Tests durchgeführt zu haben, ihre Mutter absichtlich aus ihrem Leben gedrängt und den verfügbaren Zuschuss missbraucht zu haben, was das Forschungsteam konsequent und nachdrücklich bestritt. Genies Mutter begann immer mehr, den Anweisungen von Ruch zu gehorchen und bekam schließlich das Gefühl, dass das Forschungsteam sie marginalisierte.

### Tests und Beobachtungen

#### Verhalten
Ohne offensichtlichen Grund trat Genies Inkontinenz sofort wieder auf und war in den ersten Wochen nach ihrem Einzug bei den Riglers besonders schwerwiegend, blieb dann aber für mehrere Monate auf einem niedrigeren Niveau. Im Gegensatz zu Butlers Notizen beobachteten die Riglers, dass Genie immer noch ihre Wut auf sich selbst konzentrierte und stellten fest, dass bestimmte Situationen, wie das Verschütten von Flüssigkeit aus Behältern, bei ihr Wutanfälle auslösten, was die Ärzte vermuten ließ, dass sie für solche Missgeschicke bestraft worden war. Die Riglers schrieben auch, dass Genie große Angst vor ihrem Hund gehabt habe und, als sie ihn zum ersten Mal gesehen habe, sofort weggerannt sei und sich versteckt habe. Das Forschungsteam stellte zudem fest, dass Genies Sprechweise viel stockender und zögerlicher war, als Ruch sie beschrieben hatte und notierte außerdem, dass Genie sehr selten sprach und in den ersten drei Monaten ihres Aufenthalts fast immer Ein-Wort-Äußerungen verwendete, es sei denn, sie sah etwas, das sie erschreckte. Sowohl ihre Sprache als auch ihr Verhalten zeigten ohne klaren Grund eine große Verzögerung, die oft für mehrere Minuten anhielt, und sie zeigte immer noch keine Reaktion auf Temperaturen. Es fiel ihr weiterhin sehr schwer, ihre Impulse zu kontrollieren und sie war häufig in höchst unsoziale und destruktive Verhaltensweisen verwickelt.
Kurz nachdem Genie eingezogen war, brachte Marilyn Rigler ihr bei, ihre Frustrationen nach außen zu lenken, indem sie allgemein „einen Wutausbruch“ hatte. Weil Genie Komplimente für ihr Aussehen wollte, begann Marilyn, Genies Fingernägel zu lackieren und sagte ihr, dass sie nicht gut aussehe, wenn sie sich selbst kratze. Wenn Situationen eintraten, die Genie besonders verärgerten, versuchte Marilyn, sie verbal zu beruhigen. Genie gewann allmählich mehr Kontrolle über ihre Antworten und konnte bei Aufforderung ihre Frustration verbal ausdrücken, obwohl sie nie ganz aufhörte, Wutanfälle zu haben oder sich selbst zu verletzen. Gelegentlich konnte sie sogar auf den Grad ihrer Wut hinweisen. Je nachdem, ob sie sehr wütend oder nur frustriert war, schüttelte sie entweder heftig einen Finger oder winkte locker mit ihrer Hand ab.
Obwohl der Grund für Genies Angst vor Katzen und Hunden noch nicht bekannt war, benutzten die Riglers ihren Welpen zur Angstbewältigung und nach ungefähr zwei Wochen überwand sie ihre Angst vor ihrem Welpen vollständig, hatte aber weiterhin große Angst vor unbekannten Katzen und Hunden. Marilyn Rigler arbeitete mit Genie zusammen, um ihre anhaltenden Schwierigkeiten beim Kauen und Schlucken zu überwinden, was ungefähr vier Monate benötigte. Sie versuchte auch, Genie dabei zu helfen, sich besser auf die Empfindungen ihres Körpers einzustellen und Ende 1973 dokumentierte Curtiss den ersten Fall, in dem Genie eine Empfindlichkeit für Temperatur zeigte. Obwohl Genie nach Einschätzung von Curtiss und den Riglers bewusst immer nur das Mindeste tat, verbesserte sich ihre körperliche Gesundheit während ihres gesamten Aufenthalts erheblich.
Zuerst hörte Genie normalerweise niemandem zu, es sei denn, jemand sprach sie direkt an oder Curtiss spielte klassische Musik am Klavier. Und selbst wenn jemand mit ihr sprach, nahm sie ihr Gegenüber fast nie zur Kenntnis und ging normalerweise nach einer Weile weg. Um Genie dazu zu bringen, anderen Menschen zuzuhören, begann Curtiss, ihr Kindergeschichten vorzulesen und zunächst schien sie sich nicht dafür zu interessieren, aber eines Tages, Mitte Oktober 1971, sah Curtiss, dass Genie ihr klar zuhörte und auf sie reagierte. Danach achtete sie auf Menschen, auch wenn sie nicht direkt mit ihr oder über sie sprachen. Sie wurde im Umgang mit Menschen etwas geselliger und reagierte etwas schneller, obwohl sie immer noch häufig keine offensichtlichen Anzeichen dafür zeigte, dass sie jemandem zuhörte. Ihre Reaktionen auf die meisten Reize wurden schneller, aber selbst am Ende ihres Aufenthalts dauerte es manchmal einige Minuten, bis sie jemandem eine Antwort gab.
Nachdem sie mehrere Monate bei den Riglers gelebt hatte, verbesserten sich Genies Verhalten und ihre sozialen Fähigkeiten so weit, dass sie zuerst einen Kindergarten und dann eine öffentliche Schule für geistig behinderte Kinder in ihrem Alter besuchen konnte. Die Riglers brachten ihr auch einige grundlegende alltägliche Fähigkeiten bei, darunter einfache Aufgaben wie Bügeln, das Benutzen einer Nähmaschine sowie die Zubereitung einfacher Mahlzeiten. Sie machte erhebliche Fortschritte bei ihrer Selbstkontrolle sowohl zu Hause als auch in der Öffentlichkeit und obwohl es äußerst schwierig war, ihre sozial unangemessene Masturbation zu verhindern, hatte sie diese am Ende ihres Aufenthalts bei den Riglers fast vollständig eingestellt. Im Februar 1973 dokumentierte Curtiss erstmals, dass Genie etwas mit ihr teilte, und während sie weiterhin Dinge von anderen Leuten wegnahm, zeigten ihre Antworten deutlich, dass sie wusste, dass sie das nicht tun sollte.
Während Genies Aufenthalt bei den Riglers berichteten alle, die mit ihr zusammenarbeiteten, dass sich ihre Stimmung erheblich verbesserte und sie eindeutig mit ihrem Leben zufrieden war. Noch im Juni 1975 schrieb David Rigler, dass Genie in allen untersuchten Bereichen weiterhin bedeutende Fortschritte mache, und Curtiss’ Berichte drückten Optimismus hinsichtlich der sozialen Entwicklung von Genie aus. Trotzdem blieben die meisten sozialen Interaktionen mit ihr selbst Mitte 1975 von abnormaler Qualität. Die Wissenschaftler schrieben, dass sich ihr allgemeines Verhalten und ihre Interaktionen mit anderen zwar erheblich verbessert hätten, viele Aspekte ihres Verhaltens jedoch für eine nicht sozialisierte Person charakteristisch geblieben seien.

#### Sprache
Curtiss begann im Oktober 1971, nach ihrer Entscheidung mit Fromkin, dass Genies sprachliche Fähigkeiten ausreichen würden, um brauchbare Ergebnisse zu erzielen, mit der Untersuchung ihrer Sprachfähigkeiten. Linguisten entwickelten Tests, um sowohl Genies Vokabular als auch ihren Erwerb verschiedener grammatischer Fähigkeiten zu messen, einschließlich Syntax, Phonologie und Morphologie. Sie beobachteten Genie weiterhin in alltäglichen Gesprächen, um festzustellen, welche pragmatischen Sprachfähigkeiten sie erworben hatte. Das Forschungsteam betrachtete ihre gesellschaftliche Integration als Hauptziel des Forschungsprojekts, und der Spracherwerb war dafür unerlässlich. Obwohl das Team untersuchen wollte, inwieweit Genie bestimmte Wörter und die Grammatik selbst erlernen konnte, schritten sie manchmal aus Pflichtgefühl ein, um sie zu unterstützen.
Während der linguistischen Untersuchungen übertrafen die Größe von Genies Vokabular und die Geschwindigkeit, mit der sie es erweiterte, weiterhin alle Erwartungen. Bis Mitte 1975 konnte sie die meisten Objekte, denen sie begegnete, genau benennen und kannte eindeutig mehr Wörter, als sie regelmäßig benutzte. Im Gegensatz dazu hatte Genie weitaus größere Schwierigkeiten, die grundlegende Grammatik zu lernen und anzuwenden. Sie beherrschte eindeutig bestimmte Grammatikprinzipien und ihr passives Verständnis blieb ihrer Sprachproduktion durchweg deutlich voraus, aber die Geschwindigkeit ihres Grammatikerwerbs war weitaus langsamer als normal und führte zu einer ungewöhnlich großen Ungleichheit zwischen ihrem Wortschatz und ihrer Grammatik. In alltäglichen Gesprächen sprach Genie normalerweise nur in kurzen Äußerungen und verwendete die Grammatik nur uneinheitlich, obwohl ihre Verwendung der Grammatik in der Nachahmung signifikant besser blieb und ihre Gesprächsfähigkeit während ihres Aufenthalts deutlich verbessert wurde, aber sehr schwach blieb. Dies fanden die Wissenschaftler nicht überraschend und sahen dies als Beweis dafür, dass die Fähigkeit, sich in eine Konversation zu begeben, sich grundlegend von der Fähigkeit unterscheide, eine Sprache zu verstehen.
In vielen Fällen nutzten die Wissenschaftler die Sprachentwicklung von Genie, um ihren psychologischen Gesamtzustand einzuschätzen. Zum Beispiel verwechselte Genie die Pronomen you und me immer wieder (Pronomialumkehr) und sagte oft „Mama love you“, während sie auf sich selbst zeigte, was Curtiss auf ein Anzeichen von Genies Unfähigkeit zu unterscheiden, wer sie und wer jemand anderes war, zurückführte. Die Wissenschaftler stellten insbesondere fest, dass sie konzeptionelle Informationen oft verstand, auch wenn ihr die Grammatik fehlte, um dies auszudrücken. Sie schrieben, dass sie in kongruenten Phasen des Spracherwerbs bessere kognitive Fähigkeiten aufwies als die meisten Kinder. In einigen Fällen spielte das Erlernen einer neuen Sprachfähigkeit eine direkte Rolle bei der Förderung ihrer Entwicklung. Zu der Zeit, als Genie lernte, „May I have [Beispiel]“ als rituelle Phrase zu sagen, lernte sie auch, wie man mit Geld umgeht, und Curtiss schrieb, dass diese Phrase Genie die Möglichkeit gab, um Zahlung zu bitten und ihren Wunsch, Geld zu verdienen, verstärkte. Daher nahm Genie nun eine aktivere Rolle bei der Durchführung von Aktivitäten ein, die zu einer Belohnung führen würden.
Zu Beginn des Tests war Genies Stimme immer noch extrem hoch und weich, was Linguisten für einen Teil ihrer abnormalen Ausdruckssprache hielten, und die Wissenschaftler arbeiteten daran, diese alltagstauglich zu machen. Ihre Stimme wurde allmählich tiefer und lauter, obwohl sie manchmal ungewöhnlich hoch und leise blieb. Sie begann, Wörter besser zu artikulieren. Trotzdem ließ sie ständig einige Laute aus (engl. phoneme deletion) oder die Laute wurden ersetzt (engl. phoneme substitution), weshalb man sie kaum verstehen konnte. Die Wissenschaftler glaubten, dass Genie sich ihrer Aussprache oft nicht bewusst war, gelegentlich Haplologien erzeugte, die eindeutig beabsichtigt waren, und nur dann deutlicher sprach, wenn dies ausdrücklich von ihr verlangt wurde. Letzteres erklärte Curtiss damit, dass Genie so wenig wie möglich sagen und dennoch verstanden werden wollte. Schließlich überzeugten Curtiss und Marilyn Rigler Genie, ihre Haplologien abzulegen, aber dennoch ließ sie weiterhin Laute aus, wann immer dies möglich war, was dazu führte, dass Linguisten sie als „the Great Abbreviator“ (zu deutsch die große Abkürzerin) bezeichneten.
Zeitgleich mit der Fallstudie zeigten verschiedene Paper, dass Genie während ihres gesamten Aufenthalts bei den Riglers neue Vokabeln und Grammatikfähigkeiten lernte und die Wissenschaftler hinsichtlich ihres Potenzials in unterschiedlichem Maße optimistisch waren. Trotzdem gab es auch Mitte 1975 noch viele Sprachfähigkeiten, die sie nicht erworben hatte. Obwohl sie längere Äußerungen verstehen und produzieren konnte, sprach sie dennoch hauptsächlich in kurzen Sätzen wie „Ball belong hospital“. Trotz des deutlichen Anstiegs der Gesprächskompetenz von Genie schrieben die Wissenschaftler, dass ihre Kompetenz im Vergleich zu normalen Menschen sehr niedrig blieb. Curtiss und Fromkin kamen schließlich zu dem Schluss, dass Genie, da sie vor Ablauf der kritischen Phase keine Muttersprache gelernt hatte, keine vollständige Sprache erwerben konnte.

#### Erinnerung an vergangene Ereignisse
Irgendwann von Anfang bis Mitte 1972 hörten die Riglers, wie Genie zu sich selbst sagte: „Father hit big stick. Father is angry.“, was zeigte, dass sie über ihr Leben sprechen konnte, bevor sie angefangen hatte, eine Sprache zu lernen. Bis zum Ende ihres Aufenthalts bei den Riglers sagte sie ständig „Father hit“ vor sich hin und bevor Genie durch die Riglers das Konzept vom Tod verstand, fragte sie immer wieder, wo ihr Vater sei, aus Angst, dass er sie zurückholen würde. Obwohl sie nicht oft mit anderen über ihre Kindheit sprach, gab sie den Forschern wertvolle Informationen und diese versuchten, Genie dazu zu bringen, ihnen so viel wie möglich zu erzählen. Als sie Fortschritte beim Sprachenlernen machte, begann sie allmählich detaillierter über ihren Vater zu sprechen und darüber, wie er mit ihr umgegangen sei.

„Father hit arm. Big wood. Genie cry […]. Not spit. Father. Hit face—spit. Father hit big stick. Father is angry. Father hit Genie big stick. Father take piece wood hit. Cry. Father make me cry. Father is dead.“

#### Nonverbale Kommunikation
Im Gegensatz zu ihren sprachlichen Fähigkeiten war Genies nonverbale Kommunikation weitgehend fortgeschrittener. Sie erfand ihr eigenes System von Gesten und ahmte bestimmte Wörter, während sie diese aufsagte, nach. Sie drückte Ereignisse, die sie nicht in Sprache ausdrücken konnte, auch mithilfe ihrer Gestik aus. Anfangs zeichnete sie nur Bilder, wenn jemand sie darum bat, aber während ihres Aufenthalts bei den Riglers begann sie zu zeichnen, um zu kommunizieren, wenn sie etwas nicht in Worten erklären konnte. Zusätzlich zu ihren eigenen Zeichnungen verwendete sie oft Bilder aus Magazinen, um sich auf alltägliche Erfahrungen zu beziehen. Insbesondere begann sie zu zeichnen, nachdem sie aus irgendwelchen Gründen auf Dinge gestoßen war, die sie verängstigten. Den Grund dafür konnten die Wissenschaftler nie ermitteln. Irgendwann Mitte 1972 bemerkte Marilyn, dass ein Magazinbild eines Wolfes Genie in Schrecken versetzte, woraufhin die Riglers Genies Mutter fragten, ob sie einen möglichen Grund für diese Reaktion kenne. Sie teilte ihnen dann mit, dass ihr Ehemann sich wie ein Hund verhalten habe, um Genie einzuschüchtern, und dies führte den Wissenschaftlern zum ersten Mal den Grund für ihre Angst klar vor Augen.
Während Genies Aufenthalt sahen die Wissenschaftler, wie häufig und effektiv sie ihre nonverbalen Fähigkeiten einsetzte, aber sie konnten nie bestimmen, welche Handlungen Genie ausführte, um bei anderen Leuten starke Reaktionen auszulösen. David Rigler erinnerte sich lebhaft an eine Situation, als Genie und er an einem Vater und einem Jungen vorbeigingen, die nicht miteinander sprachen. Der Junge, der ein Spielzeug-Feuerwehrfahrzeug bei sich hatte, drehte sich plötzlich um und gab Genie dieses Fahrzeug. Curtiss erinnerte sich auch an eine Situation, in der Genie und sie an einer Kreuzung stehen geblieben waren und plötzlich hörten, wie jemand seine Handtasche leerte. Sie drehte sich um und sah eine Frau an der Kreuzung anhalten und aus ihrem Auto aussteigen, um Genie eine Plastikhandtasche zu geben, obwohl Genie nichts gesagt hatte. Um Genies nonverbale Kommunikationsfähigkeiten voll auszunutzen, veranlassten die Riglers 1974, dass sie eine Form der Gebärdensprache erlernte.

### Fortsetzung der Gehirnuntersuchungen

#### Sprachtests
Ab Herbst 1971 führten Linguisten unter der Leitung von Curtiss, Victoria Fromkin und Stephen Krashen, der damals auch einer von Fromkins Doktoranden war, regelmäßig bis 1973 dichotische Hörtests an Genie durch. Ihre Ergebnisse bestätigten durchgehend die ersten Ergebnisse von Ursula Bellugi und Edward Klima. Die Forscher kamen daher zu dem Schluss, dass Genie die Sprache in der rechten Gehirnhälfte erwarb, und schlossen definitiv die Möglichkeit aus, dass Genies Sprachlateralisierung nur umgedreht wurde. Aufgrund des Mangels an physiologischen Problemen mit Genies linker Hemisphäre glaubten sie, dass eine abnormale neurologische Aktivität in ihrer linken Hemisphäre – von der sie spekulierten, dass diese abnormale Aktivität von ihrem verkümmerten Sprachzentrum stammte – den gesamten Sprachempfang in ihrem rechten Ohr blockierte, aber nichtsprachliche Geräusche nicht blockierte.
Linguisten führten auch mehrere Gehirnuntersuchungen durch, die speziell auf die Messung des Sprachverständnisses von Genie ausgerichtet waren. Bei einem solchen Test hatte sie keine Schwierigkeiten, die korrekte Bedeutung von Sätzen mit vertrauten Homophonen anzugeben, was zeigte, dass ihr passives Verständnis signifikant besser war als ihre Ausdruckssprache. Genie war auch sehr gut darin, Reime zu identifizieren, beides Aufgaben, bei denen Split-Brain-Patienten und Patienten mit linker Hemisphärektomie im Erwachsenenalter zuvor eine gute Leistung erzielt hatten. Während dieser Tests nahm ein Elektroenzephalogramm durchweg mehr Aktivität von den beiden Elektroden über der rechten Gehirnhälfte auf als von denen über den normalen Stellen des Broca-Areals und des Wernicke-Zentrums und fand eine besonders hohe Aktivität im anterioren cingulären Cortex (vorderer Teil des Gyrus cinguli), was die Schlussfolgerung der Forscher unterstützte, dass Genie ihre rechte Hemisphäre benutzte, um Sprache zu erlernen.

#### Zusätzliche Tests
Curtiss, Fromkin und Krashen maßen weiterhin Genies geistiges Alter durch eine Vielzahl von Methoden und Genies Ergebnisse zeigten durchweg einen extrem hohen Grad an Streuung. Ihr geistiges Alter wurde bei Tests, bei denen keine Sprache erforderlich war, wie beim Leiter International Performance Scale, signifikant höher gemessen als bei Tests mit Sprachkomponenten wie dem verbalen Teil des Hamburg-Wechsler-Intelligenztests für Kinder und dem Peabody Picture Vocabulary Test. Während Genies Aufenthalt bei den Riglers testeten sie außerdem eine Vielzahl ihrer Gehirnfunktionen und ihre Leistung bei verschiedenen Aufgaben. Für diese verwendeten sie hauptsächlich tachistoskopische Tests und in den Jahren 1974 und 1975 führten sie auch eine Reihe von Tests zu evozierten Potentialen durch.
Bereits 1972 erzielte Genie bei allen Aufgaben der rechten Hemisphäre ein Ergebnis, das einem Alter zwischen eines 8-Jährigen und einem Erwachsenen entspricht, was eine deutliche Verbesserung zu den vorherigen Test darstellte. Ihre Fähigkeit, Objekte ausschließlich aus taktilen Informationen zusammenzusetzen, war außergewöhnlich gut und bei Tests zum räumlichen Vorstellungsvermögen waren ihre Leistungspunkte Berichten zufolge die höchsten, die jemals aufgezeichnet wurden. In ähnlicher Weise hatte sie beim Mooney Face Test im Mai 1975 die höchste Punktzahl, die zu der Zeit jemals in der medizinischen Literatur dokumentiert wurde, und bei einem separaten Gestaltwahrnehmungstest lag ihre extrapolierte Punktzahl bei Erwachsenen im 95. Perzentil. Bei weiteren Tests, welche ihre rechte Hemisphäre beanspruchten, waren ihre Ergebnisse deutlich besser als die anderer Personen, die sich in der gleichen Phase der geistigen Entwicklung befanden. 1977 maßen die Wissenschaftler ihre Fähigkeit zur Stereognosie (Fähigkeit, durch bloßes Ertasten Gegenstände zu erkennen), die ungefähr auf dem Niveau eines typischen 10-Jährigen war und somit signifikant höher war als ihr geschätztes geistiges Alter. Die Wissenschaftler stellten 1974 auch fest, dass Genie den Ort, an dem sie sich befand, zu erkennen schien und gut darin war, von einem Ort zum anderen zu gelangen, was eine Fähigkeit ist, die hauptsächlich die rechte Hemisphäre betrifft.
Genies Leistung bei diesen Tests ließ die Wissenschaftler glauben, dass sich ihr Gehirn lateralisiert hatte und dass ihre rechte Hemisphäre sich spezialisiert hatte. Da Genies Leistung bei einer Vielzahl von Aufgaben, bei denen hauptsächlich die rechte Gehirnhälfte beansprucht wurde, ziemlich hoch war, kamen sie zu dem Schluss, dass ihre außergewöhnlichen Fähigkeiten sich auf typische Funktionen der rechten Gehirnhälfte erstreckten und nicht für eine einzelne Aufgabe spezifisch waren. Sie führten ihre extreme Dominanz der rechten Hemisphäre auf die Tatsache zurück, dass die sehr geringe kognitive Stimulation, die sie in ihrer Kindheit erfuhr, fast ausschließlich visuell und taktil war. Obwohl selbst diese äußerst gering gewesen war, war es ausreichend gewesen, dass es zu einer Lateralisierung in ihrer rechten Hemisphäre kam, und das starke Ungleichgewicht in der Stimulation führte dazu, dass sich ihre rechte Hemisphäre außerordentlich entwickelte.
Im Gegensatz dazu schnitt Genie bei allen Tests, bei denen überwiegend die Aufgaben von der linken Hemisphäre ausgeführt werden, signifikant unterdurchschnittlich ab und wies bezüglich dessen einen viel langsameren Fortschritt auf. Stephen Krashen schrieb, dass zwei Jahre nach der ersten Untersuchung von Genie ihre Ergebnisse für Aufgaben, welche die linke Hemisphäre beanspruchten, durchweg dem Entwicklungszustand eines 2,5- bis 3-Jährigen entsprach und nur eine Verbesserung von 1,5 Jahren aufwies. Bei Tests zu sequenziellen Reihenfolgen erzielte sie im Vergleich zu Personen mit einem vollständig intakten Gehirn durchweg weit unterdurchschnittliche Ergebnisse, obwohl sie bei visuellen Tests etwas besser abschnitt als bei auditorischen Tests. Die Wissenschaftler stellten insbesondere fest, dass sie erst Ende 1972 mit dem Zählen begann, und zwar nur auf äußerst mühsame Weise. Im Januar 1972 befand sich ihr Entwicklungszustand nach Ravens Matrizentest im 50. Perzentil für 8,5- bis 9-Jährige, obwohl sie feststellten, dass sie außerhalb des Altersbereichs des Testdesigns lag. Als die Wissenschaftler 1973 und 1975 Knox Cube Imitation Tests durchführten, verbesserte sich Genies Punktzahl, die einem 6-Jährigen entsprach, auf eine Punktzahl, die einem 7,5-Jährigen entsprach, was schneller als ihr Fortschritt mit der Sprache, aber deutlich langsamer als der Fortschritt mit Aufgaben war, welche die rechte Hemisphäre beanspruchten.
Es gab jedoch einige Aufgaben, die vorwiegend von der rechten Hemisphäre gesteuert wurden, bei denen Genie keine guten Leistungen erbrachte. Beim Memory-for-Designs-Test erzielte sie im Oktober 1975 das Grenzniveau, obwohl sie die für Patienten mit Hirnschäden typischen Fehler nicht machte. Darüber hinaus waren beim Benton-Test und einem zugehörigen Gesichtserkennungstest die Werte von Genie weitaus niedriger als die Durchschnittswerte für Menschen ohne Hirnschädigung. Obwohl diese im Gegensatz zu Beobachtungen von Genie in alltäglichen Situationen standen, schrieben die Forscher, dass sie diese Ergebnisse erwartet hätten. Curtiss’ Erklärung war, dass diese Aufgaben wahrscheinlich die Verwendung beider Hemisphären erforderten und dass diese daher für Genie sehr schwierig sein würden, da sie ausschließlich ihre rechte Hemisphäre benutzte.

## Frühes Erwachsenenalter
Im Verlauf der Fallstudie äußerte das NIMH mehrmals Bedenken hinsichtlich des Mangels an wissenschaftlichen Daten, die Forscher aus der Fallstudie gewonnen hatten, und des unorganisierten Zustands der Projektaufzeichnungen. Außerhalb des linguistischen Aspekts der Forschung hatte David Rigler den Umfang der Studie nicht klar definiert und sowohl der extrem hohe Umfang als auch die Inkohärenz der Daten des Forschungsteams ließen die Wissenschaftler keine Schlüsse aus ihren gesammelten Informationen ziehen. Nach dem ersten Zuschuss und einer Verlängerung um ein Jahr schlug Rigler eine zusätzliche Verlängerung um drei Jahre vor. Der Zuschuss-Ausschuss des NIMH räumte ein, dass die Studie eindeutig Genie zugutegekommen war, kam jedoch zu dem Schluss, dass das Forschungsteam die Bedenken des NIMH nicht angemessen berücksichtigt hatte. In einer einstimmigen Entscheidung lehnte der Ausschuss den Verlängerungsantrag ab und stellte die weitere Finanzierung ein.
Im Jahr 1975, als Genie 18 Jahre alt wurde, erklärte ihre Mutter, dass sie sich um sie kümmern wolle, und Mitte 1975 beschlossen die Riglers, ihre Pflegeelternschaft zu beenden und stimmten zu, Genie wieder bei ihrer Mutter in ihrem Elternhaus einziehen zu lassen. John Miner blieb Genies gesetzlicher Vormund und die Riglers boten an, weiterhin für Genie zu sorgen. Trotz Beendigung des NIMH-Zuschusses führte Curtiss weiterhin regelmäßige Tests und Beobachtungen durch. Während sie zusammenlebten, fand Genies Mutter viele Verhaltensweisen von Genie, insbesondere ihren Mangel an Selbstbeherrschung, sehr belastend, und nach einigen Monaten fühlte sich ihre Mutter von der Aufgabe, für Genie zu sorgen, überfordert. Sie kontaktierte dann das kalifornische Gesundheitsministerium, das eine Betreuung für Genie finden sollte, was sie laut David Rigler ohne seine oder Marilyns Kenntnis getan hatte, und Ende 1975 übergaben die Behörden Genie in das erste einer Reihe von Pflegeheimen.
Die Umgebung in Genies neuer Unterbringung war extrem starr und gab ihr weit weniger Zugang zu ihren Lieblingsobjekten und -aktivitäten. Ihre Betreuer erlaubten ihrer Mutter selten, sie zu besuchen. Kurz nachdem sie eingezogen war, wurde sie extremen körperlichen und emotionalen Misshandlungen ausgesetzt, was dazu führte, dass sowohl Inkontinenz als auch Verstopfung wieder auftauchten und sie zu ihrem Abwehrmechanismus zurückkehrte, sodass sie wieder still und ausdruckslos blieb. Der Vorfall mit einer der größten Einflüsse auf Genie ereignete sich, als die Betreuer Genie wegen Erbrechens heftig schlugen und ihr sagten, dass sie ihre Mutter niemals wiedersehen würde, wenn sie das erneut tun würde, wodurch sie aus Angst vor Erbrechen und vor weiterer Bestrafung den Mund nicht mehr öffnete. Infolgedessen hatte sie große Angst davor zu essen und zu sprechen, zog sich immer mehr in sich selbst zurück und verließ sich nun wieder fast ausschließlich auf die Gebärdensprache zur Kommunikation. Während dieser Zeit war Curtiss die einzige Person, die weiterhin regelmäßig Kontakt mit Genie hatte. Sie führte weiterhin wöchentliche Treffen durch, um ihre Tests fortzusetzen und sie bemerkte die extreme Verschlechterung des Gesundheitszustands von Genie. Sie stellte umgehend einen Antrag, dass Genie nicht länger in diesem Heim verbleiben dürfe, aber laut Curtiss hatten sowohl sie als auch die Sozialdienste Schwierigkeiten, John Miner zu kontaktieren, was erst nach einigen Monaten möglich war. Ende April 1977 holte Miner Genie mit Unterstützung von David Rigler aus dem Pflegeheim heraus.
Aufgrund von Genies früherer Behandlung arrangierten Miner und David Rigler, dass sie zwei Wochen im Children’s Hospital blieb, wo sich ihr Zustand mäßig verbesserte. Die Behörden brachten Genie dann in ein anderes Pflegeheim, wo es ihr ziemlich gut ging, aber Mitte Dezember 1977 endete plötzlich die Vereinbarung. Von Ende Dezember bis Anfang Januar lebte Genie in einer vorübergehenden Unterkunft, danach brachten die Behörden sie in ein anderes Pflegeheim. Während dieser Zeit schrieb Curtiss an Miner, dass Genie die Gründe für ihren Umzug nicht verstand und glaubte, es sei ihre Schuld, da sie keine gute Person sei. Curtiss bemerkte zudem, dass die Häufigkeit, mit der sich Genies Lebensumstände änderten, sie weiter traumatisierten und eine fortgesetzte Regression ihrer Entwicklung verursachten.

## Gerichtsverfahren
Im Jahr 1976 beendete Curtiss ihre Dissertation mit dem Titel Genie: A Psycholinguistic Study of a Modern-Day „Wild Child“ und der Verlag Academic Press veröffentlichte sie im darauffolgenden Jahr. Vor dieser Zeit hatte Genies Mutter angeblich Genie und Curtiss als Freunde angesehen, jedoch schrieb sie Anfang des Jahres 1978, dass sie über den Titel und einige Inhalte von Curtiss’ Dissertation sehr beleidigt gewesen sei. Sie beschloss, das Children’s Hospital, ihre Therapeuten, ihre Vorgesetzten und einige der Forscher, darunter Curtiss, Rigler, James Kent und Howard Hansen, zu verklagen. Privat bestritt sie einige Details in Curtiss’ Dissertation, wie ihre Familie Genie in ihrer Kindheit behandelt habe. Eine offizielle Beschwerde gab es nicht, stattdessen gab sie einen Verstoß der Patientenvertraulichkeit vonseiten des Forschungsteams bekannt und beschuldigte dieses, dass für das Team angeblich die Untersuchungen Vorrang vor Genies Wohlergehen gehabt hätten, ihre Privatsphäre verletzt worden sei und man Genie zu sehr überfordert habe.
Regionale Medien berichteten sofort über die Klage und Mitglieder des Forschungsteams waren schockiert, als sie davon erfuhren. Alle in der Klage genannten Wissenschaftler waren fest davon überzeugt, dass sie Genie niemals zu etwas gezwungen hatten, behaupteten, dass Genies Mutter und ihre Anwälte die Länge und Art ihrer Tests extrem übertrieben dargestellt hätten, und bestritten jegliche Verletzung der Vertraulichkeit. Während David Rigler seine eidlichen Zeugenaussagen (engl. deposition) gab, stellte er fest, dass Jean Butler-Ruch Genies Mutter zu einer Klage angeregt habe, und einige Jahre später bestätigten die Anwälte, die für Genies Mutter gearbeitet hatten, in einem Interview, dass Ruch die Haltung von Genies Mutter im Verlauf der Klage stark beeinflusst habe. Laut dem Autor Russ Rymer wurde im Jahr 1984 der Rechtsstreit beigelegt. Im Jahr 1993 schrieb David Rigler:

„[T]he case never came to trial. It was dismissed by the Superior Court of the State of California ‚with prejudice‘, meaning that because it was without substance it can never again be refiled.“

„Der Fall kam nie zur Verhandlung. Er wurde vom Obersten Gerichtshof des Bundesstaates Kalifornien ‚mit Rechtskraft‘ abgelehnt, was bedeutet, dass er, weil er ohne Substanz war, nie wieder erneut eingereicht werden kann.“

## 1978 bis heute
Ende Dezember 1977 hatte man Susan Curtiss gefragt, ob sie Genies Erziehungsberechtigte sein könne, aber nachdem sie sich am 3. Januar 1978 mit Genie getroffen hatte, erlaubte Genies Mutter plötzlich nicht mehr, dass sie und der Rest des Forschungsteams Genie sehen konnten, und stoppte sofort alle Tests und Untersuchungen. Anfang 1978 stellten die Behörden fest, dass John Miner, nachdem Genie das 18. Lebensjahr vollendet hatte, seinen Status als Erziehungsberechtigter der minderjährigen Genie nicht in den Status ihres Erziehungsberechtigten als Erwachsene, die nicht in der Lage ist, für sich selbst zu sorgen, aktualisiert hatte. Ohne Rücksprache mit Miner übertrugen die Behörden am 30. März 1978 die Vormundschaft für Genie offiziell auf ihre Mutter, die anschließend allen Wissenschaftlern außer Jay Shurley untersagte, sie oder Genie zu sehen. Jean Butler Ruch blieb in Kontakt mit Genies Mutter und verbreitete weiterhin Gerüchte über Genies Zustand und dass Curtiss dafür verantwortlich sei. Im Jahr 1986 erlitt Ruch einen Schlaganfall und litt nun an Aphasie. Ruch starb im Jahr 1988 nach einem weiteren Schlaganfall.
Von Januar 1978 bis Anfang der 90er-Jahre wurde Genie in mindestens vier weiteren Pflegeheimen und Einrichtungen untergebracht, von denen sie in einigen extremen körperlichen Misshandlungen und Belästigungen ausgesetzt war. Shurley sah sie im Jahr 1984 an ihrem 27. Geburtstag und zwei Jahre später noch einmal wieder. Er äußerte später in einem Interview, dass Genie kaum gesprochen habe sowie depressiv und in sich zurückgezogen wirkte. Als Rymer im April dieses Jahres im Magazin The New Yorker einen zweiteiligen Artikel über Genie veröffentlichte, schrieb er, dass sie in einer Einrichtung lebe und ihre Mutter nur an einem Wochenende im Monat sehe, so wie er es auch in der ersten Ausgabe seines 1993 erschienenen Buches mit dem Titel Genie: A Scientific Tragedy beschrieb. Das Nachwort der 1994 erschienenen Ausgabe von Rymers Buch über Genie, das im November 1993 veröffentlicht wurde, enthielt detaillierte Gespräche mit Genies Mutter, die seitdem aufgrund eines Glaukoms wieder erblindet war – kurz vor und nach der Veröffentlichung seiner Zeitschriftenartikel. Zu dieser Zeit habe sie ihm erzählt, dass Genie kürzlich in ein besseres Pflegeheim gezogen sei, das regelmäßige Besuche ermögliche und gesagt, dass Genie glücklich und, obwohl schwer zu verstehen, deutlich gesprächiger sei.
Mehrere Personen, die mit Genie arbeiteten, darunter Curtiss und James Kent, kritisierten Rymers Werke scharf. Eine Ende April 1993 erschienene Rezension der New York Times über Rymers Buch von der Wissenschaftsjournalistin Natalie Angier, die das Forschungsteam äußerst negativ beurteilte, brachte David Rigler dazu, einen Brief an die New York Times zu schreiben. In diesem Brief, der Mitte Juni 1993 veröffentlicht wurde, gab er seinen ersten öffentlichen Bericht über seine Beteiligung an Genies Fall und schrieb, dass es Genie gut gehe und sie in einer kleinen, privaten Einrichtung lebe, in der ihre Mutter sie regelmäßig besuchen würde. Er erklärte auch, dass er und seine Frau Marilyn Kontakt zu Genies Mutter und kürzlich auch wieder Kontakt zu Genie aufgenommen hätten. Er schrieb, dass Genie glücklich sei und dass sie ihn und Marilyn bei ihrem ersten Besuch sofort mit Namen begrüßt habe, und führte aus, dass er und seine Frau ihre (jetzt seltenen) Besuche bei Genie und ihrer Mutter wieder aufgenommen hätten.
Genie, die an einem unbekannten Ort in Los Angeles lebt, steht derzeit unter der Vormundschaft des Bundesstaates Kalifornien (engl. ward of the state). In zwei veröffentlichten Artikeln vom Mai 2008 berichtete ABC News, dass jemand, der unter der Bedingung der Anonymität mit ihnen gesprochen und einen Privatdetektiv eingestellt habe, Genie im Jahr 2000 ausfindig gemacht habe. Dem Ermittler zufolge lebt sie einen einfachen Lebensstil in einer kleinen, privaten Einrichtung für geistig unterentwickelte Erwachsene und schien glücklich zu sein. Genie sprach angeblich nur ein paar Worte, konnte sich aber in Gebärdensprache noch recht gut verständigen. In den Nachrichten hieß es auch, dass Genies Mutter im Jahr 2003 im Alter von 87 Jahren eines natürlichen Todes gestorben sei. Der Bericht enthielt zudem das einzige öffentliche Interview mit Genies Bruder, der damals in Ohio lebte und über sein und Genies Leben erzählte. Er erzählte Reportern, dass er seit seiner Abreise aus Los Angeles im Jahr 1982 Genie und ihre gemeinsame Mutter nur einmal besucht habe und sich geweigert habe, bis kurz vor dem Interview etwas über Genies Leben zu sehen oder zu lesen. Dafür habe er kürzlich gehört, dass es Genie gut gehe. Eine im Juli 2016 veröffentlichte Geschichte des Journalisten Rory Carroll in der britischen Zeitung The Guardian berichtete, dass Genie immer noch in staatlicher Obhut lebe. Ihr Bruder sei im Jahr 2011 gestorben und Susan Curtiss konnte trotz wiederholter Bemühungen den Kontakt zu Genie nicht wieder herstellen.

## Bedeutung
Genies Fallstudie ist eine der bekanntesten Fallstudien zum Spracherwerb bei einem Kind mit verzögerter sprachlicher Entwicklung, abgesehen von Studien an gehörlosen Kindern. Susan Curtiss argumentierte, dass selbst wenn Menschen die angeborene Fähigkeit besitzen, eine Sprache zu erlernen, die Fallstudie an Genie die Notwendigkeit einer frühen Sprachstimulation in der linken Gehirnhälfte demonstriere, um diese Fähigkeit zu fördern. Da Genie die Grammatik nie vollständig beherrschte, gab Curtiss an, dass Genie den Beweis für eine schwächere Variante der Hypothese der kritischen Periode liefere. Genies nonverbale Fähigkeiten waren außergewöhnlich gut, was zeigte, dass selbst die nonverbale Kommunikation sich grundlegend von der Sprache unterschied. Da Genies Spracherwerb in der rechten Gehirnhälfte stattfand, half der Verlauf des Spracherwerbs auch Linguisten dabei, bestehende Hypothesen über die Fähigkeit zum Spracherwerb in der rechten Hemisphäre bei Menschen nach der kritischen Phase zu verfeinern.
Seit der Veröffentlichung der Ergebnisse von Curtiss haben sich ihre Argumente im Bereich der Linguistik durchgesetzt. Viele Linguistikbücher haben Genies Fallstudie als Beispiel verwendet, um Prinzipien des Spracherwerbs zu veranschaulichen und zitieren die Studie häufig zur Unterstützung für Chomskys Hypothese, dass Sprache beim Menschen angeboren ist sowie für eine modifizierte Version von Lennebergs Hypothese der kritischen Periode. Curtiss’ Arbeit mit Genie lieferte den Anstoß für weitere Fallstudien. Darüber hinaus haben die großen Unterschiede zwischen Curtiss’ Analysen von Genies Sprache vor und nach 1977 unter Linguisten eine Debatte darüber ausgelöst, welche Grammatikfähigkeiten Genie erworben hatte und ob sie hätte mehr erwerben können. Bisher hat niemand, der direkt in Genies Fall verwickelt war, auf diese Kontroverse reagiert.
Die Untersuchung von Genies Gehirn half Wissenschaftlern dabei, mehrere bestehende Hypothesen zur Hirnlateralisierung zu verfeinern, insbesondere zu deren Auswirkungen auf die Sprachentwicklung. Insbesondere die Ungleichheit zwischen Genies sprachlichen Fähigkeiten und ihrer Kompetenz in anderen Aspekten der menschlichen Entwicklung deutete stark auf eine Trennung von Kognition und Spracherwerb hin, was zu der Zeit ein neues Konzept darstellte. Ihre Fähigkeit, bestimmte Aufgaben mit dominanter rechter Hemisphäre zu bewältigen, gab den Wissenschaftlern wertvolle Informationen darüber, wie sich bestimmte Gehirnfunktionen entwickeln und wie sich die Lateralisierung auf die Fähigkeit einer Person auswirkt, diese Gehirnfunktionen einzusetzen. Genies Schwierigkeiten bei bestimmten Aufgaben, bei denen ebenfalls überwiegend die rechte Hemisphäre dominiert, gaben den Neurowissenschaftlern ebenfalls mehr Einblick in die Prozesse, die diese Funktionen zur Aufgabenbewältigung steuern.

## Vergleich zu anderen Fällen
Die Studie von Jean Marc Gaspard Itard über Victor von Aveyron hatte Einfluss auf Genies Forschung und Tests. Ebenso hatte Genies Entwicklung auch die Wahrnehmung von Victor und seiner Fallstudie beeinflusst. Historische Berichte über Sprachentzugsexperimente, einschließlich der Berichte über Sprachentzugsexperimente von Psammetich I., König Jakob IV. von Schottland und des Kaisers des Heiligen Römischen Reiches, Friedrich II., wurden ebenfalls in Vergleich zu Genies Fall gesetzt. Zwei Berichte von ABC News über Genie verglichen ihren Fall mit dem Fall Josef Fritzl und wiesen insbesondere auf Ähnlichkeiten zwischen Genies Vater und Josef Fritzl und den geistigen Zustand von Genie und Fritzls drei Enkelkindern beim Eintritt in die Gesellschaft hin. Das Forschungsteam und externe Wissenschaftler stellten Genie auch einem Fall aus den 1930er-Jahren gegenüber, in dem ein Mädchen namens Isabelle im Alter von 6 Jahren zum ersten Mal mit jemandem, neben ihrer gehörlosen, nicht sprechenden Mutter, in Kontakt kam, anschließend erfolgreich die Sprache erwerben und völlig normale soziale Fähigkeiten innerhalb eines Jahres entwickeln konnte.

## Kontroversen

### Wissenschaftliche Kontroversen
Frühe Berichte über Genie äußerten gemischte Meinungen hinsichtlich ihres Spracherwerbs. Curtiss argumentierte in ihrer Dissertation, dass Genies Sprache immer noch erheblich von der der meisten Menschen abweicht, ihre Sprachleistung jedoch häufig nicht ihre zugrundeliegenden sprachlichen Fähigkeiten widerspiegele. Ein unabhängiger Review aus dem Jahr 2006 zum Fall Genie zeigte, dass in Curtiss’ Dissertation der sprachliche Fortschritt sowie Prognosen übermäßig positiv dargestellt wurden und dass Genies sprachliche Fähigkeiten zum Zeitpunkt der Fertigstellung der Dissertation aufgrund ihrer Behandlung in den Pflegeheimen zurückgegangen waren. Sämtliche Berichte von Curtiss zur Sprachentwicklung von Genie, die nach ihrer Dissertation folgten, bestätigten, dass sich Genies Wortschatz stetig erweitert hatte und dass sie grundlegende Grammatikregeln beherrschte. Jedoch enthielten ihre Berichte auch mehr negative Bewertungen bezüglich Genies Sprache. Aus diesen Berichten schlussfolgerte Curtiss, dass trotz grundlegender Beherrschung der Grammatikregeln diese nicht ausreichte, um eine gesellschaftliche Integration zu ermöglichen. In späteren Interviews sagte Curtiss, dass Genie auch, ohne ganze Sätze auszusprechen, Nachrichten an andere vermitteln konnte. Russ Rymer schrieb, basierend auf Gesprächen mit Curtiss und ihren Dokumenten, dass ab dem Sommer 1972 Genies Sprachfähigkeiten auf demselben Niveau blieben.
Unabhängige Analysen von Peter E. Jones, Linguistikprofessor an der Sheffield Hallam University, zeigten, dass Curtiss’ frühere Berichte zur Sprachentwicklung Genies einschließlich ihrer Dissertation genauer waren als die späteren Berichte, die nach 1977 erfolgten. Er behauptete, dass Curtiss in ihren späteren Berichten nicht ausreichend Beweise für ihre späteren Schlussfolgerungen hervorbrachte. Weder untersuchte sie die zitierten Äußerungen Genies in ausreichendem Detail, noch hat sie diese für spätere Untersuchungen ausreichend detailliert ausgelegt. In einigen Fällen hätten sich die aus ihren Studien gewonnenen Daten mit ihren Schlussfolgerungen widersprochen. Jones schrieb, dass sie in keinem ihrer Werke eine Neubewertung ihrer früheren Schlussfolgerungen vorgeschlagen oder diese bestritten habe. Außerdem schrieb Jones, dass Curtiss nicht genügend Informationen zur Sprachentwicklung Genies nach Mitte 1975 veröffentlicht habe, um zu bestimmen, welche oder ob überhaupt Genie bestimmte grammatikalische Fähigkeiten verloren hatte. Des Weiteren haben die fehlenden Daten nach Januar 1978 dazu beigetragen, dass das Ausmaß des Sprachrückgangs von Genie nicht ermittelt werden konnte.
Jones betonte, dass die relativ geringe Anzahl an Äußerungen, die Genie hervorbrachte, es unmöglich machte, endgültige Schlussfolgerungen zu ziehen. 1995 beschrieb er in einem Paper, dass die nach 1977 veröffentlichten Berichte von Curtiss zur Sprachentwicklung Genies kaum auf Neubewertung oder Reinterpretation der Daten, sondern eher auf hochselektive und irreführende Darstellungen früherer Befunde basierten. Dies führte wiederum zu Widersprüchen zwischen Curtiss’ Berichten, die vor und nach 1977 veröffentlicht worden sind. Eine endgültige Beurteilung der Merkmale und des Ausmaßes von Genies sprachlicher Entwicklung ist daher immer noch nicht möglich und macht eine Klarstellung seitens Curtiss vonnöten. Auch im Jahr 2014 hielt Jones an seinen Argumenten fest, und bis dahin seien keine weiteren externen Analysen zur Sprachentwicklung Genies und zu Curtiss’ Werken veröffentlicht worden. Weitere Werke zum Fall Genie zitierten Jones’ Argumente und haben Curtiss’ spätere Analysen zum Grammatikerwerb von Genie in ähnlicher Weise in Frage gestellt. Bis dahin haben weder Curtiss noch andere Wissenschaftler, die im Fall Genie involviert waren, auf Jones’ Argumente geantwortet.

### Ethische Kontroversen
Während der Finanzierungstreffen im Mai 1971 äußerten einige Wissenschaftler, darunter Jay Shurley und David Elkind, Besorgnis darüber, dass die vorherrschenden Forschungsmethoden zur Durchführung wissenschaftlicher Studien auf Kosten von Genies Wohlergehen erfolgten und dazu führen könnten, dass Genie nur Liebe und Aufmerksamkeit erhielt, wenn sie Fortschritte in ihrer Sprachentwicklung machte, also nicht bedingungslos war. Shurley sagte, dass es während der ersten Finanzierungstreffen starke Meinungsverschiedenheiten gab und die Atmosphäre zunehmend angespannter und bitterer wurde, insbesondere dass die späteren Treffen viele Leute ausschlossen, die am engsten mit Genie zusammengearbeitet hatten. Nach diesen Gesprächen im Mai 1971 lehnte Elkind es ab, weiter an der Studie teilzunehmen, obwohl er die Riglers mehrere Jahre persönlich gekannt hatte, und äußerte Jahre später in einem Interview seine Bedenken, dass er nicht in einen Fall verwickelt werden wollte, der seiner Ansicht nach der wissenschaftlichen Forschung Vorrang einräumte anstatt Genies Fürsorge. Während Shurley erkannte, dass sich die Wissenschaftler in einer völlig beispiellosen Situation befanden, beschloss er ebenfalls, seine Beteiligung an der Fallstudie zu reduzieren und war der Ansicht, dass zum Abschluss der Studie alle Wissenschaftler, einschließlich er selbst, dafür verantwortlich waren, dass sie Genie in unterschiedlichem Maße als Objekt benutzten und ihre eigenen Ziele über das Wohl von Genie und ihrer Mutter gestellt hätten.
Kent, Howard Hansen, die Riglers und Curtiss räumten ohne Weiteres ein, dass es äußerst schwierig gewesen sei, den Verlauf der Studie zu bestimmen, behaupteten jedoch, dass alle Streitigkeiten während der Sitzungen unpersönlich und typisch für den wissenschaftlichen Diskurs gewesen seien. Nach Abschluss der Fallstudie sagte David Rigler, dass Shurleys Empfehlungen zu Beginn der Fallstudie trotz Meinungsverschiedenheiten mit Shurley für seinen Umgang mit Genie nützlich gewesen seien und er versucht habe, ihnen so weit wie möglich zu folgen. Die Riglers und Curtiss erklärten weiter, dass alle, die an Genies Leben beteiligt waren, mit Ausnahme von Jean Butler Ruch, zusammen ihr Bestes getan hätten, um die gesellschaftliche Integration von Genie zu ermöglichen. Sie hätten nie miteinander gestritten und widersprachen unabhängig voneinander den Vorwürfen, dass es interne Streitigkeiten gegeben haben soll. Ruch gab nie ein Motiv für ihre Handlungen an, aber Mitglieder des Forschungsteams glaubten, dass dies auf ihre Wut über die Ablehnung des Sorgerechts sowie ihrer Wahrnehmung, dass das Krankenhauspersonal die Entscheidung beeinflusst habe, zurückzuführen sei. Die Rolle der Wissenschaftler in Genies Fall ist zur Debatte innerhalb der Wissenschaftsgemeinde geworden.
Einige Leute haben auch die mangelnde Unterscheidung zwischen Genies Betreuern und ihren Therapeuten betont. Shurley glaubte, dass Ruch die beste Betreuerin für Genie gewesen sei, und meinte, dass auch die Riglers sie angemessen betreut, aber sie in erster Linie als Testperson betrachtet hätten. Russ Rymer behauptete, dass die Rollen aller, die an Genies Leben beteiligt waren, im Verlauf der Fallstudie zunehmend klarer geworden seien – mit der Ernennung von John Miner zum Rechtsberater für Genies Mutter als Ausgangspunkt – und dass persönliche Freundschaften die Beteiligten daran gehindert hätten, diese Rollen zu erkennen. Er argumentierte, dass dies die bestmögliche Versorgung von Genie beeinträchtigt habe sowie ihre Objektivität zur Fallstudie, was wiederum zu der mangelnden Kohärenz der Fallstudie beigetragen habe. Sowohl Rymer als auch der US-Psychologe Harlan Lane betonten, dass die Ernennung von David Rigler zu einem Pflegeelternteil den Zusammenbruch beschleunigt habe. Mehrere unabhängige Überprüfungen zum Fall Genie beschuldigten die Riglers und die anderen Wissenschaftler, Genie nach Abschluss der Fallstudie verlassen zu haben.
An mehreren Gelegenheiten behaupteten die Riglers, dass ihr Zuhause zu dieser Zeit die bestmögliche Option für Genie gewesen sei, und sagten, dass sowohl sie als auch alle, die mit ihr arbeiteten, davon ausgingen, dass es ihr gut gehe. Sie beteuerten, dass sie Genie geliebt und sie immer bestmöglich betreut hätten und verwiesen darauf, dass sie in jedem Aspekt ihrer Entwicklung erhebliche Fortschritte während der gesamten Zeit ihres Zusammenlebens mit dem Forschungsteam gemacht habe. Sowohl die Riglers als auch Curtiss behaupteten, dass Genies Mutter sie daran gehindert habe, nach ihren jeweiligen Vorstellungen mit Genie zu arbeiten. Als John Miner 1977 und 1978 die Riglers vor Gericht vertrat, würdigte er deren Bereitschaft, dass sie Genie für vier Jahre als Pflegeeltern zur Verfügung standen, und als Curtiss Anfang der 90er-Jahre mit Rymer sprach, lobte sie die Arbeit der Riglers mit Genie und ihre Bereitschaft, Genie in ihrem Haus aufzunehmen, obwohl Curtiss auch das Gefühl hatte, dass die Riglers nicht genug getan hatten, als sie ihnen von Genies Missbrauch in den Pflegeheimen erzählten. Justin Leiber argumentierte, dass der Missbrauch von Genie in den Pflegeheimen weitgehend außerhalb der Kontrolle der Wissenschaftler lag und dies in erster Linie das Ergebnis rechtlicher und institutioneller Prozesse im Zusammenhang mit ihrer Unterbringung in den Pflegeheimen gewesen sei.